# Patrimoine industriel de l'Orne

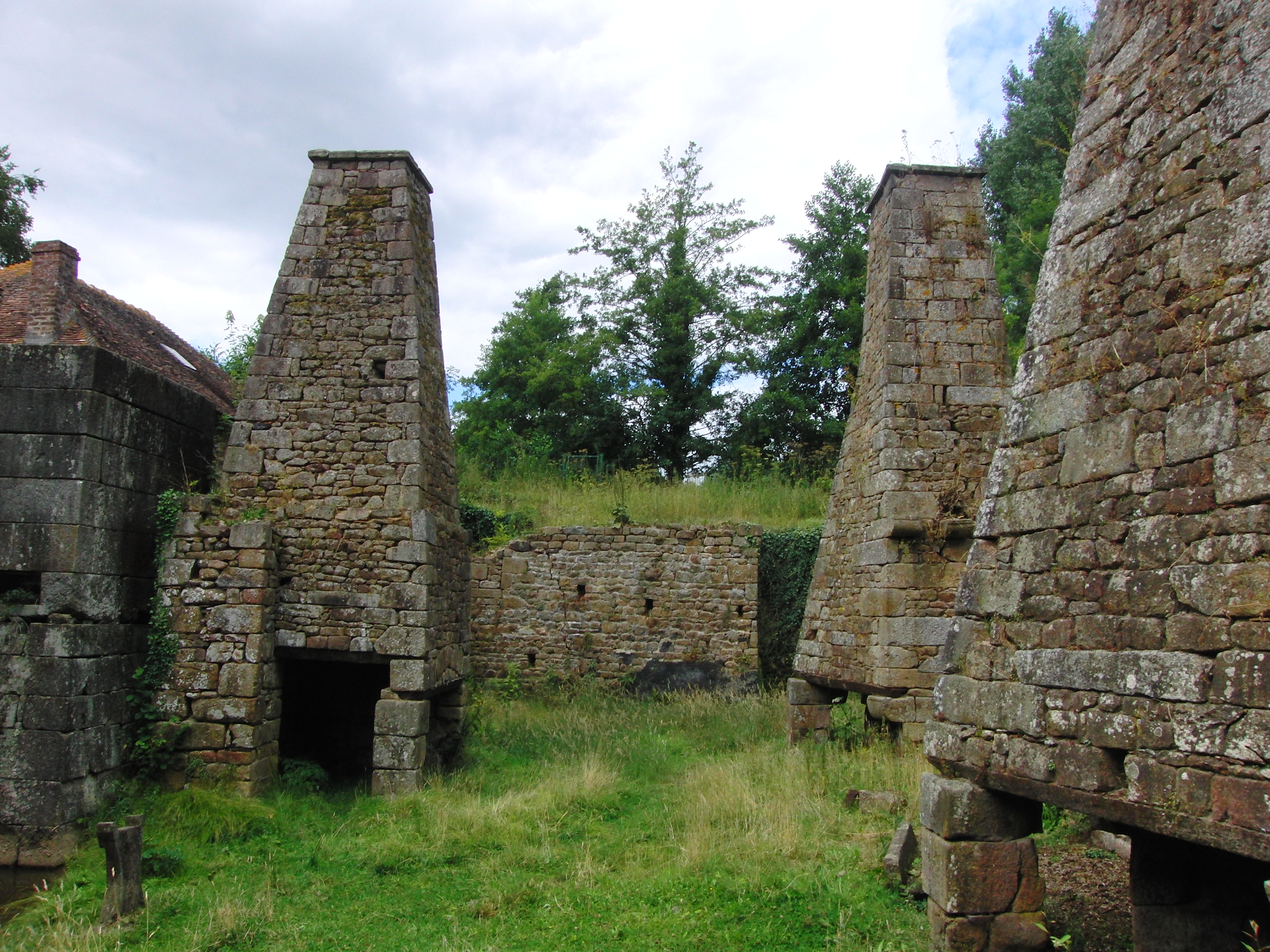
Forges de Varennes à Champsecret classée au titre des Monuments historiques.

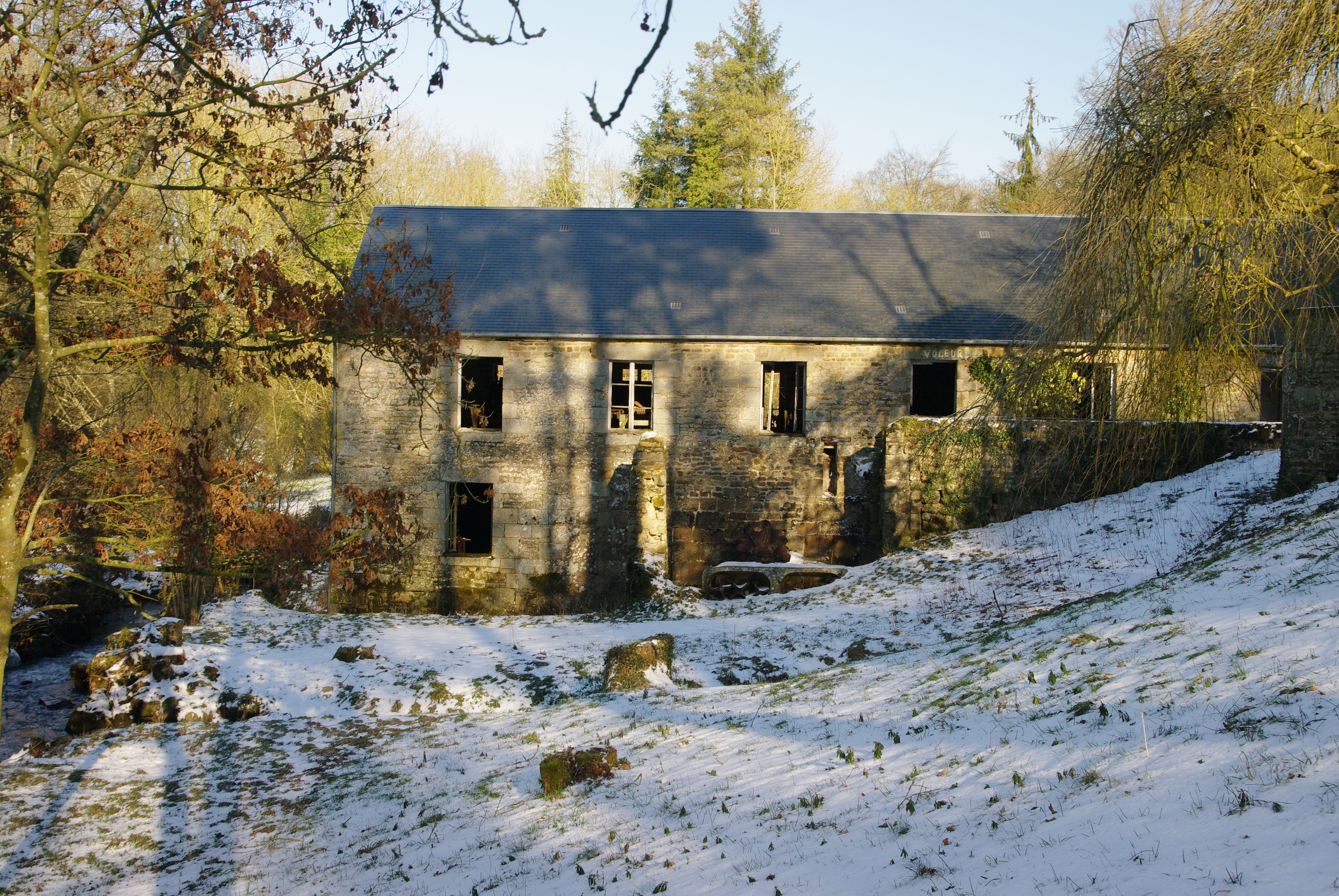
Filature de Rochefort à Tinchebray-Bocage, inscrite au titre des Monuments historiques.

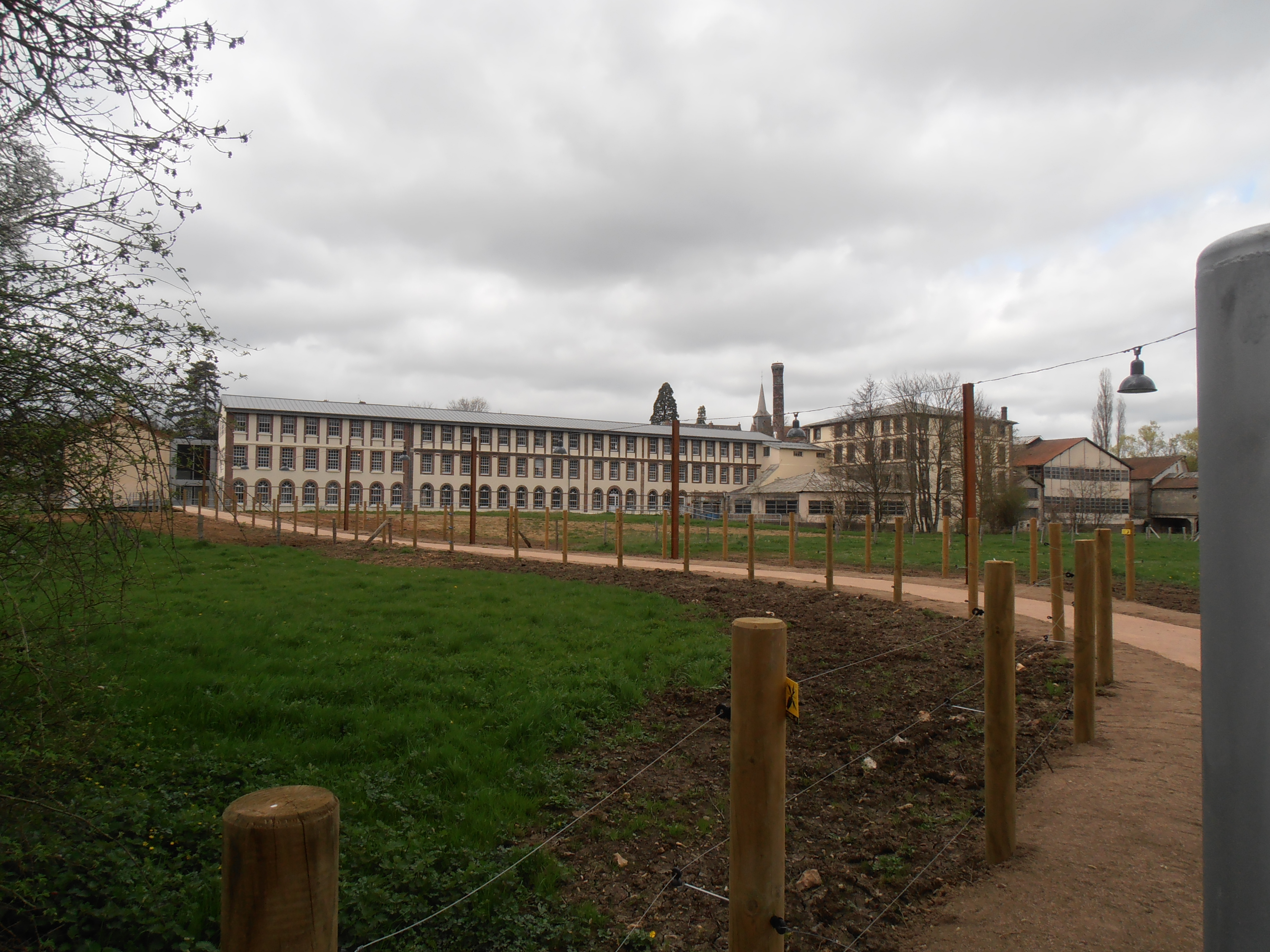
Manufacture Bohin à Saint-Sulpice-sur-Risle, inscrite au titre des Monuments historiques.

Le patrimoine industriel du département de l'Orne recense et replace dans le contexte géographique et historique, le patrimoine architectural et mobilier de l'importante activité industrielle de ce département, des verreries et des forges du XVIe, du textile du XVIIIe, jusqu'aux industries les plus récentes. Il est établi à partir des 319 dossiers d'inventaire concernant ce département, indexés sur la base Mérimée et la base Palissy du ministère de la Culture.

## Localisation
Le patrimoine industriel de l'Orne concerne l'ensemble du département de l'Orne: le Bocage, le Houlme, le Pays d'Auge, le Pays d'Ouche et le Perche, au sud de la région Normandie.

## Contexte géographique et historique
Le département de l'Orne est complexe et composé de plusieurs pays : à l'ouest, le Bocage aux sols granitiques et gréseux, au centre, une région de plaine de calcaires jurassiques, au nord-est, le Pays-d'Auge aux profondes vallées, aux sols argileux et limoneux, à l'est, des sols d'argiles à silex et de sables siliceux, au sud, le Perche, paysage de collines et de forêts.
Les ressources minérales, argile, calcaire et fer sont présentes pratiquement partout et faciles d'accès. La nature du sol  et le climat ont favorisé le développement de la forêt. Le département est arrosé par plus de 300 cours d'eau, 7 principaux et 28 avec un volume d'eau de seconde classe.
La grosse métallurgie, le textile et la petite métallurgie furent les activités principales avec des établissements complémentaires installés à proximité: moulins à foulon, ateliers de teinturerie, de blanchiment et d'apprêt des étoffes autour des filatures et tissages, moulins à papiers autour des usines métallurgiques. 2500 sites industriels sur les cadastres de 1820 à 1880.

## La métallurgie

### La révolution du haut-fourneau

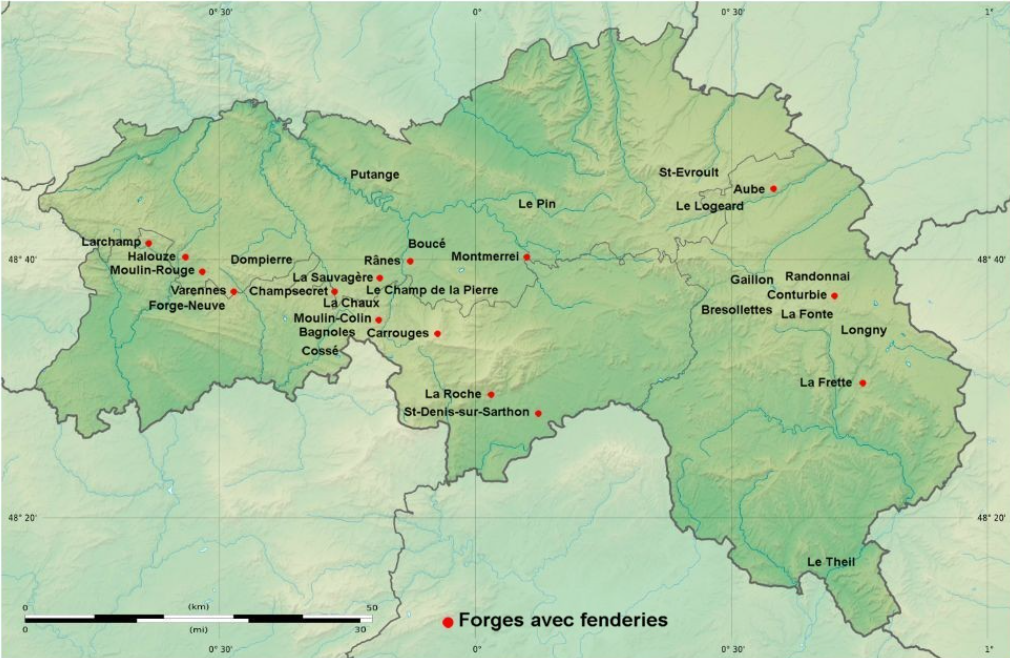
Carte des forges et fenderies de l'Orne.

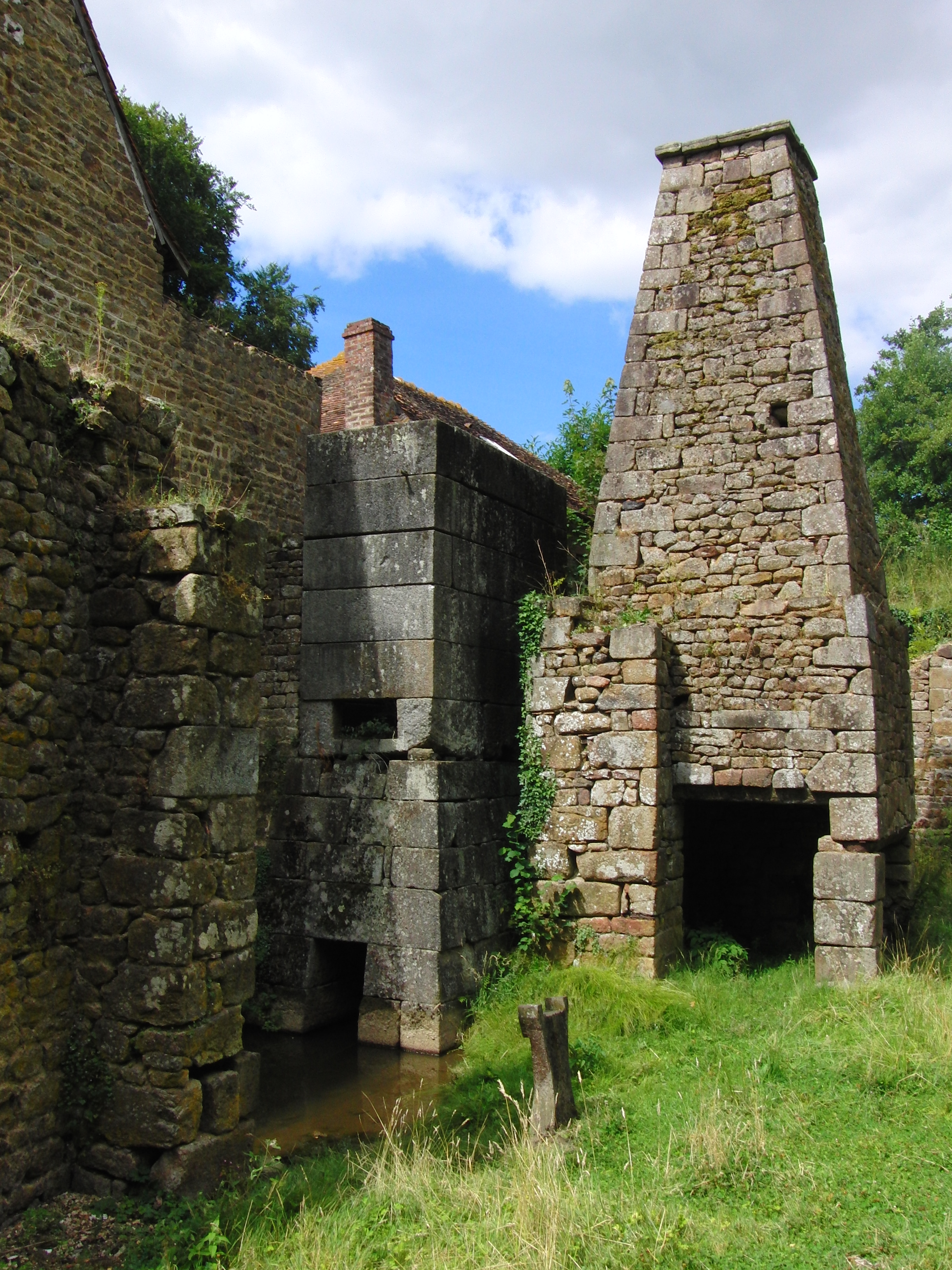
Cheminée de la chaufferie des forges de Varennes à Champsecret, classées au titre des Monuments historiques.

Jusqu'au XVe siècle, les ferrons de Tinchebray, Chanu, La Ferrière-aux-Étangs, Glos, Rugles et L'Aigle, organisés en métiers protégés, héréditaires, sont les seuls à réduire légalement le minerai en métal dans des bas-fourneaux.
Dans la seconde partie du XVe siècle, le développement dans le nord du royaume de France du procédé indirect de production du métal avec haut-fourneau et affinerie est maitrisé par les nobles, leurs capitaux et le souci de valoriser leurs forêts.
Les premières mutations techniques sont des forges à eau à Pontchardon, Orville, Randonnai en 1475, Longny-au-Perche et les Aulnays.
Le développement du haut-fourneau se fait en trois phases. Entre 1520 et 1560, à l'ouest d'Alençon, le long des vallées du Sarthon, du cours supérieur de la Mayenne et de l'Udon, vers Rânes et Carrouges. Entre 1570 environ et 1600, dans le Bocage profond vers Flers sur le cours de la Varenne et ses affluents. Entre 1600 et 1660, dans le territoire intermédiaire, mais aussi le pays d'Ouche, le long de la Risle et dans le Perche.
Face à la forte demande des ferrons qui se sont spécialisés dans la clouterie, la première fenderie est construite à Larchamp (Tinchebray-Bocage) en 1608. Elle permet de transformer des barres en verges pour les cloutiers ce qui favorise les marchands et développe l'activité. On trouve quelques tréfileries pour fabriquer des pointes de cardes et des aiguilles près des forêts de Saint-Évroult et du Perche dès 1634.
Ces forges à bois disparaissent progressivement avec l'apparition des forges à coke.
Dossiers dans la base Mérimée : 
Aube : affinerie, fenderie-tréfilerie, tréfilerie le moulin d'Aubette, tréfilerie le moulin neuf (forge d'Aube). Boucé : usine de fabrication des métaux, haut-fourneau, affinerie, fenderie. Le Champ-de-la-Pierre : fenderie, usine de fabrication des métaux . Champsecret : affinerie, usine de fabrication des métaux (forges de Varennes). Chandai : tréfilerie. Dompierre :haut-fourneau. Échauffour : tréfilerie de la Farcière, tréfilerie : le moulin de Launay. Irai : haut-fourneau dit haut-fourneau de Gaillon. Larchamp (Tinchebray-Bocage) : affinerie, fenderie. Livaie : haut-fourneau, affinerie.
Longny-au-Perche : fenderie, affinerie, tréfilerie, haut-fourneau de Rainville. La Madeleine-Bouvet : haut-fourneau. Montmerrei : fenderie. Normandel : haut-fourneau. Pontchardon : haut-fourneau. Putanges-Pont-Écrepin : usine de fabrication des métaux (haut-fourneau, affinerie). Rai : tréfilerie de Boisthorel. Randonnai : affinerie, affinerie dite forge de Gaillon, tréfilerie, fenderie. Rânes : affinerie, haut-fourneau. Saint-Clair-de-Halouze : affinerie. 
Saint-Denis-sur-Sarthon : usine de fabrication des métaux. Saint-Martin-d'Écublei : tréfilerie les Gondrillers, tréfilerie: le moulin de la Chaise. Saint-Martin-l'Aiguillon : affinerie dite forge de Carrouges. Saint-Michel-des-Andaines : affinerie dite affinerie de la Sauvagère. Saint-Patrice-du-Désert : affinerie, forge de Cossé, haut-fourneau. Saint-Pierre-des-Loges : haut-fourneau. Saint-Victor-de-Reno : usine de fabrication des métaux. Sainte-Marguerite-de-Carrouges : haut-fourneau, fonderie, Tourouvre: haut-fourneau, tréfilerie.

### Aiguilles et quincaillerie de L'Aigle

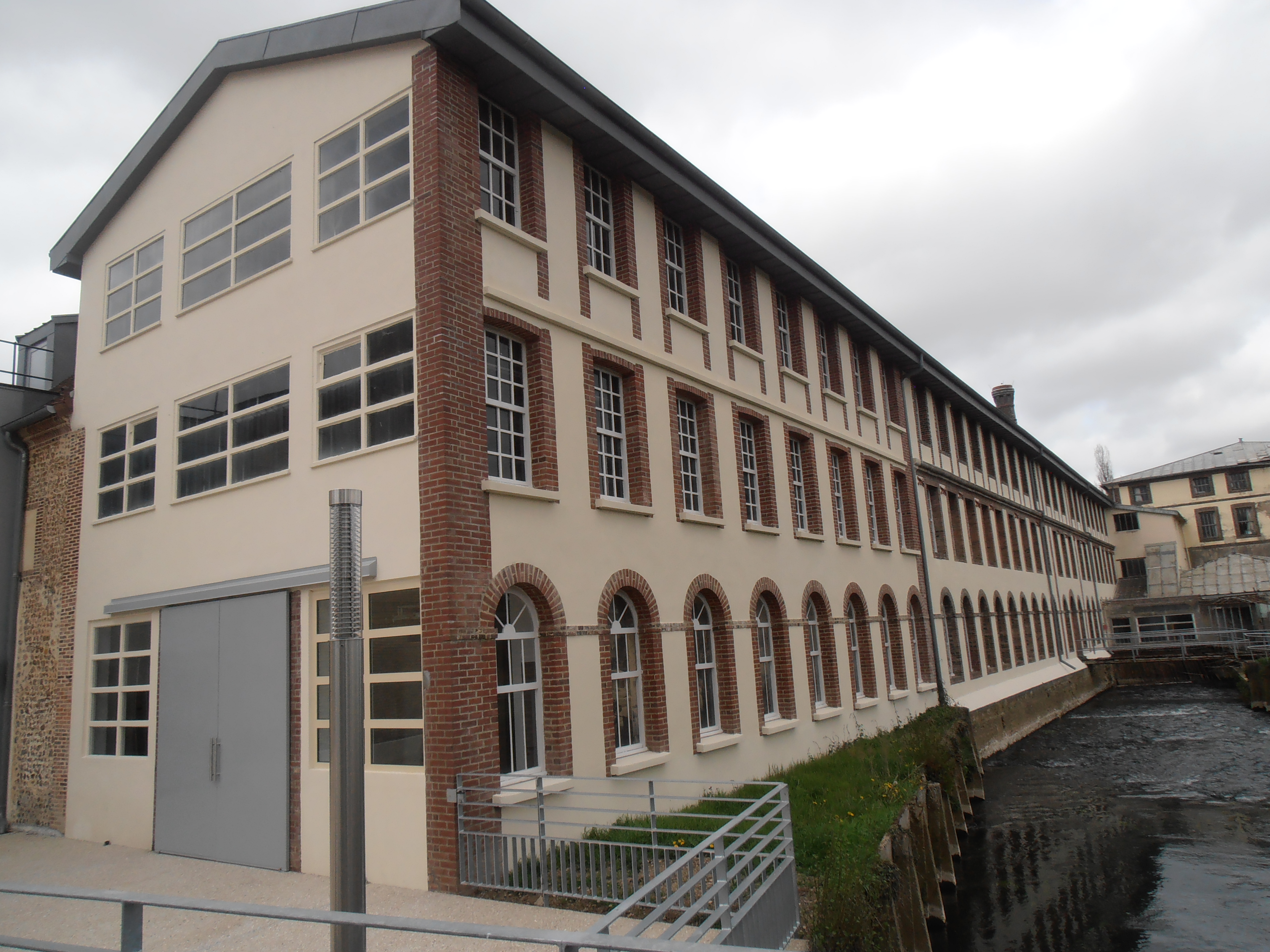
Entrée de la manufacture Bohin à Saint-Sulpice-sur-Risle, inscrite au titre des Monuments historiques.

Les ferrons de Glos-la-Ferrière, sont régulièrement attestés depuis 1225, ceux de Rugles : 1269 et ceux de l'Aigle depuis le début du XVe siècle. Les minerais des alentours de L'Aigle donnent des fers durs et liants, sans être cassants dont on fait des bandages de roues, des essieux, des chaines, des crochets, des épingles et d'autres produits tréfilés. Les premières tréfileries : 1634, près de Saint-Evroult-Notre-Dame-du-Bois, 1644, Rugles, 1646, Rai à Boithorel. Toutes celles qui fonctionnent au XVIIIe siècle sont sur la Risle et l'Iton. Entre L'Aigle et Rugles, l'activité est dans le dernier tiers du XVIe siècle consacrée à la fabrication d'épingles avec un essor des fabrications à partir de 1630 jusqu'au deuxième tiers du XVIIe siècle.
En 1798, les « manufactures » d'épingles de L'Aigle-Rugles occupent de 3 000 à 5 000 personnes qui utilisent les fers du pays pour 1/6 et ceux de Champagne et Franche-Comté livrés en gros fils à réduire par les tréfileries du pays. Le laiton vient de Suède. On produit des épingles et des clous d'épingles (pointes fines) qui concurrencent les clous de Tinchebray-Chanu dès 1830, mais aussi des ciseaux, agrafes, chapelets, mouchettes de chandelles...Les épingles sont vendues en Espagne, Portugal, « Indes » et Amérique du Sud.
Dans la vallée de la Risle, les six établissement de 1800 sont 23 à l'apogée de 1860 avec l'essor de la petite métallurgie : 21 tréfileries, empoiteries, clouteries, aiguilleries et épingleries.
L'installation s'échelonne de 1819 avec la tréfilerie de Mérouvel à L'Aigle à la place d'un moulin à blé à 1907 avec l'épinglerie de Saint-Martin-d'Écublei.
Dossiers dans la base Mérimée (Les tréfileries sont aussi dans les dossiers : révolution du haut-fourneau)
L'Aigle : usine de quincaillerie L'Herminier, usine de quincaillerie, rue des tanneurs, usine de quincaillerie, rue du Pont, usine de quincaillerie des Haies, usine de quincaillerie de Mérouvel, Anceins : usine de quincaillerie sur le Siflet, Rai : usine de petite métallurgie, tréfilerie de la Ferme du Moulin, tréfilerie du Moulin de Rai, usine de transformation des métaux de Boisthorel, usine de matériel d'équipement industriel, Saint-Martin-d'Écublei : tréfilerie, usine de quincaillerie du Moulin de la Chaise, Saint-Sulpice-sur-Risle : usine de quincaillerie dite manufacture Bohin, tréfilerie, usine de quincaillerie de Bouviers, tréfilerie de la  Fonte, tréfilerie, usine de quincaillerie de la Fosse, laminoir, usine de quincaillerie dite de la Batterie.

### La quincaillerie de Tinchebray-Bocage

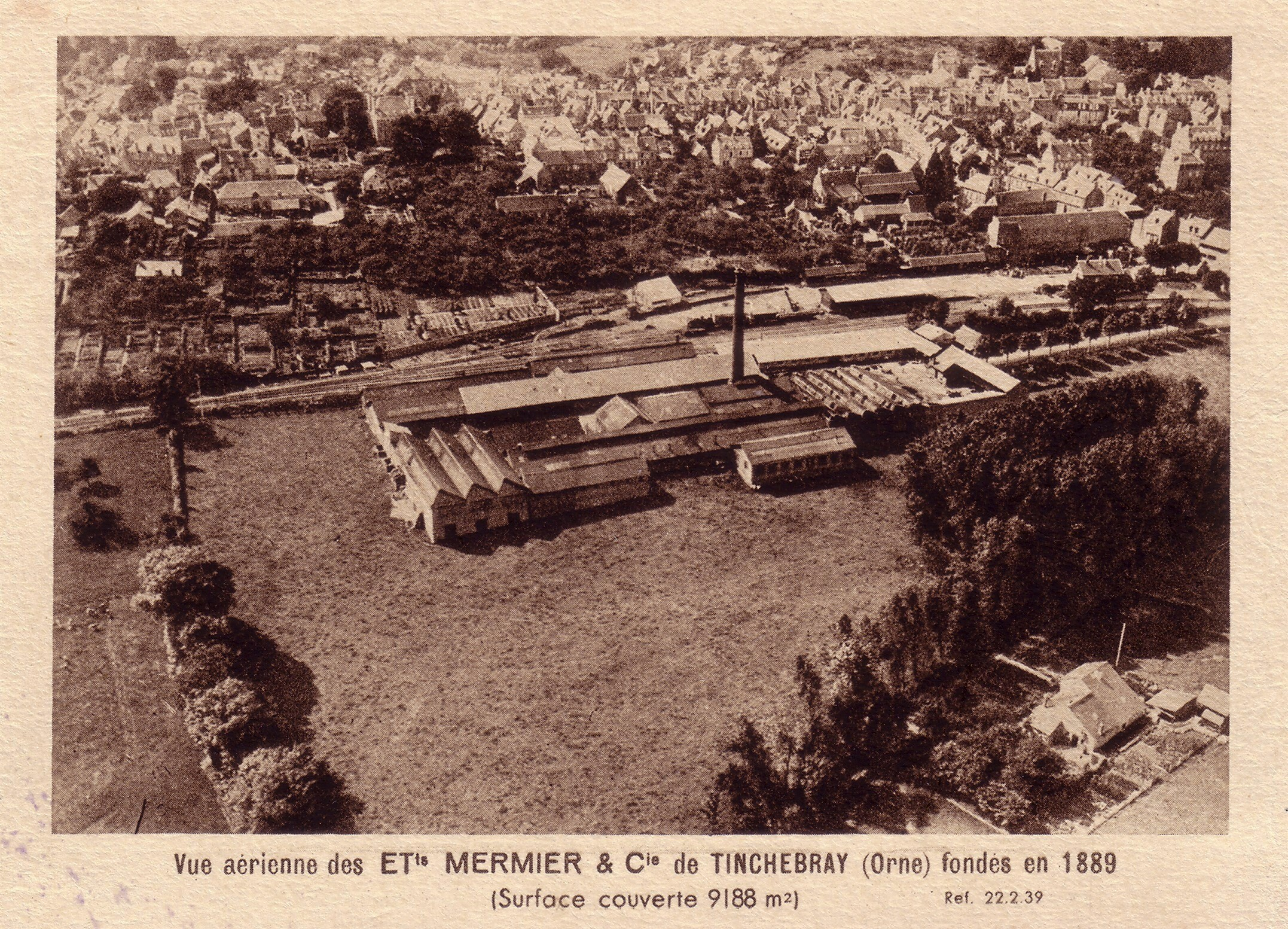
Usine Mermier à Tinchebray.

Les descendants des ferrons de Chanu du XVe siècle qui utilisent le fer cassant des forges de l'ouest ornais ont développé la clouterie et l'ont portée à un niveau national au début du XVIIIe siècle. À la même époque, se développe une manufacture de couteaux, ciseaux, scies et autres ouvrages de grosse quincaillerie entre Saint-Quentin-les-Chardonnets et Yvrandes.
À la Révolution française,on fabrique des clous de toutes qualités et grandeurs, servant à la construction des navires et tous autres usages. On en fait des envois considérables à Granville, Saint-Malo, dans les ports de Bretagne et même à Brest pour la Marine Royale. On en vend aussi en barils aux Indes Orientales.
Les clous sont faits à Chanu, Saint-Cornier-des-Landes et Beauchêne, les serrures à Chanu et Tinchebray, les couteaux à Saint-Jean-des-Bois, les fourchettes à Yvrandes et Lonlay-l'Abbaye. On fait aussi des faux, scies, haches, tarières, pinces, vrilles, essieux, bandages de roues, des outils pour sabotiers, charpentiers, menuisiers, des sérans, des meubles de feu, des instruments aratoires, ferrures de meubles et bâtiment, des crochets, des romaines, des sonnettes et des chandeliers.
Vers 1826 et quelques années plus tard, Tinchebray devient le centre des différentes fabriques, des quincailliers en réunissent le produit et en font l'expédition. De nombreux marchands colporteurs parcourent la France avec de lourdes voitures. Les quincailliers deviennent aussi marchands fabricants. La structure reste locale et familiale. Le développement se fait par mariage ou rachat.
En 1889, Étienne Mermier qui dirigeait les important ateliers Mermier et Cie à Saint-Étienne dans la Loire, après un voyage d'étude où il constate l'habileté des ouvriers de la région comme ferronniers, monteurs de serrures et de quincaillerie rachète des entreprises locales et construit son usine près de la gare de Tinchebray. En 1892 sort la première fourche puis des pièges, ciseaux, tenailles, serrures, ferronnerie, boulonnerie et clous.
Au XXe siècle, l'industrie de Tinchebray passe dans les années 1970-1980 d'une concurrence régionale à une concurrence nationale, perd de nombreuses entreprises et dans les années 2000 à une concurrence mondiale avec l'explosion du marché asiatique.
Au début du XXIe siècle, le système productif local représente 80 % de la production française d'outils de jardin et 25 % de la quincaillerie de bâtiment.
Dossiers dans la base Mérimée: Flers: usine de serrurerie, Frênes: usine de quincaillerie, Tinchebray: usine de ferblanterie et de serrurerie, 4 usines de quincaillerie: boulevard du nord, route de Vire, les landes, moulin noir.

### Les fonderies

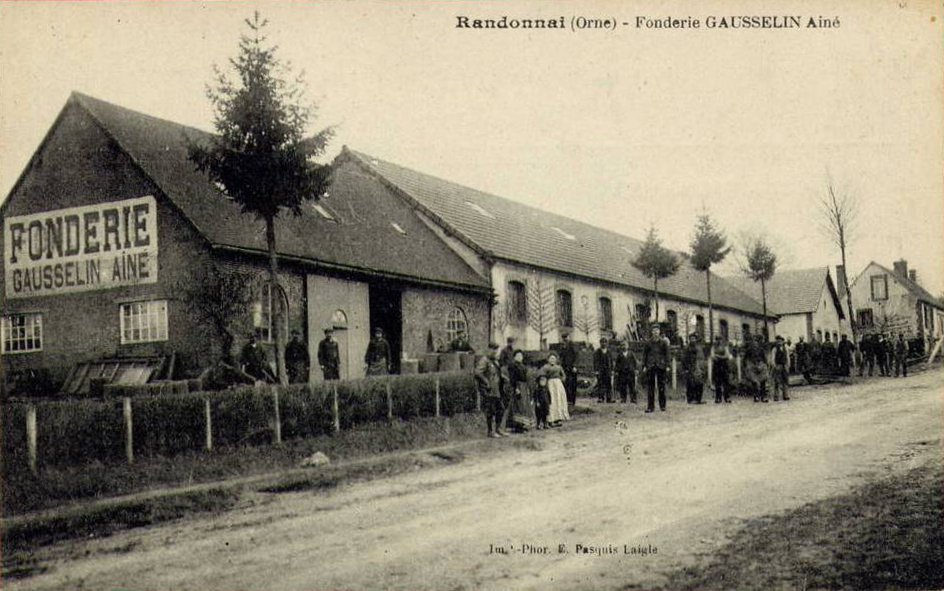
Société des fonderies et ateliers de Randonnai à Randonnai.

Les fonderies de première fusion de l'Orne liées aux hauts-fourneaux à bois vont disparaître au XIXe siècle. La production de fonte brute et de fonte moulées en première fusion résiste de 1835 à 1866, 4 143 tonnes à 4 960 tonnes, puis décline dès 1867 avec 3 500 tonnes, s'affaisse en 1869 : 1 914 tonnes et disparaît à la fin 1870. La grosse forge de Putanges-Pont-Écrepin restera jusqu'à la Révolution française une fonderie de canons. 
Avant la Révolution française, les fonderie de l'Orne produisent de la gueuse : Saint-Clair-de-Halouze en 1771 et 1789: 250 et 300 tonnes, Champsecret : 200 tonnes en 1771, 225 en 1789, la Sauvagère : 150 tonnes en 1771, Tessé-la-Madeleine : 150 à 200 tonnes en 1771, 230 tonnes en 1789 et 1802, Saint-Patrice-du-Désert : 200 tonnes en 1771, 230 tonnes en 1789, Carrouges : 180 tonnes en 1771 et 1789, Champ-de-la-Pierre : 150 tonnes à la fin du XVIIIe siècle, Rânes: 150 tonnes en 1771, 180 tonnes en 1789, la Roche-Mabile : 200 tonnes en 1771, 300 tonnes en 1789, Saint-Denis-sur-Sarthon : 175 tonnes en 1771, 260 tonnes en 1789 et la fonderie de la Bataille à Saint-Céneri-le-Gérei se réduit à un fourneau à couler la gueuse et une poêlerie.
En 1865, on trouve des fonderies à Alençon, Saint-Denis-sur-Sarthon avec de la fonte de première et deuxième fusions, 110 ouvriers, Argentan : fonte, Pontchardon: fontes diverses avec 108 ouvriers, Mortagne : petits rouages et socs de charrues, Longny-au-Perche : fonte, l'Aigle : pièces pour mécanique, socs de charrues, machines à vapeur, quincaillerie de fonte, pièces d'ornement, Irai : fonte et poterie avec 150 ouvriers, Champ-de-la-Pierre : fonte, 140 ouvriers, Rânes : fonte avec 30 ouvriers.
Dossiers dans la base Mérimée : L'Aigle: fonderie, Argentan: fonderie, Flers : fonderie des Rochettes, fonderie Fauvel, Irai : fonderie du Perche, La Madeleine-Bouvet: fonderie, Mâle : fonderie Renaudin, Pontchardon : fonderie, Randonnai : fonderie dite Société des fonderies et ateliers de Randonnai, Sainte-Marguerite-de-Carrouges : fonderie, Sées: fonderie.

### La réouverture des mines de fer
Les ferrons et les hauts-Fourneaux ont utilisé le minerai de fer à l'affleurement, pour le synclinal de la zone bocaine  à Saint-Rémy-sur-Orne (14) et pour le synclinal Mortain-Domfront-Bagnoles dans la forêt de Halouze, la Ferrière-aux-Étangs, Larchamp, Mont-en-Gérôme et l'Hermitage.
La qualité de ces minerais a été déterminante dans l'orientation de la production: Le fer cassant pour les clous, le fer dur et liant pour les produits tréfilées. Le minerai de Larchamp, la Ferrière aux-Étangs, la Ferrière-Béchet et Sées est ordovicien, Rânes, Gacé, Échauffour: jurassique, Saint-Denis-sur-Sarthon, la Ferrière-Bochard: crétacé et Saint-Évroult-Notre-Dame-du-Bois, Pont-Écrepin et Rugles : tertiaire.
En 1901, une concession de 1605 hectares à la Ferrière-aux-Étangs est accordée et les premiers fours de calcination de l'Ouest de la France sont construits à la Butte-Rouge sur la commune de  Dompierre. En 1913, la production est de 120 000 tonnes/an, en 1919, inauguration du puits Pralon, fermeture de la mine en 1970.
En 1903, concession minière de 440 hectares sur Larchamp, Saint-Clair-de-Halouze, la Chapelle-Biche et Chanu. 1910 : démarrage de l'exploitation, 1913 : 300 ouvriers, 1919 : 25 ouvriers, 1932 : cessation d'activité.
En 1905: exploitation de la mine de fer de Halouze à Saint-Clair-de-Halouze, 1913 : 500 ouvriers, 1919 : 410 ouvriers, 1975 : 185 ouvriers, 1980 : cessation d'activité.
Dossiers dans la base Mérimée : La Ferrière-aux-Étangs : Ensemble d'industrie extractive, cité ouvrière de la Haie, cité ouvrière du Gué Plat, usine d'extraction du puits Praslon, Larchamp : mine de fer, Saint-Clair-de-Halouze : usine d'extraction de la Bocagerie, cité ouvrière, usine d'extraction, le puits 1, le puits 2, ensemble d'industrie extractive dite mine de Halouze.

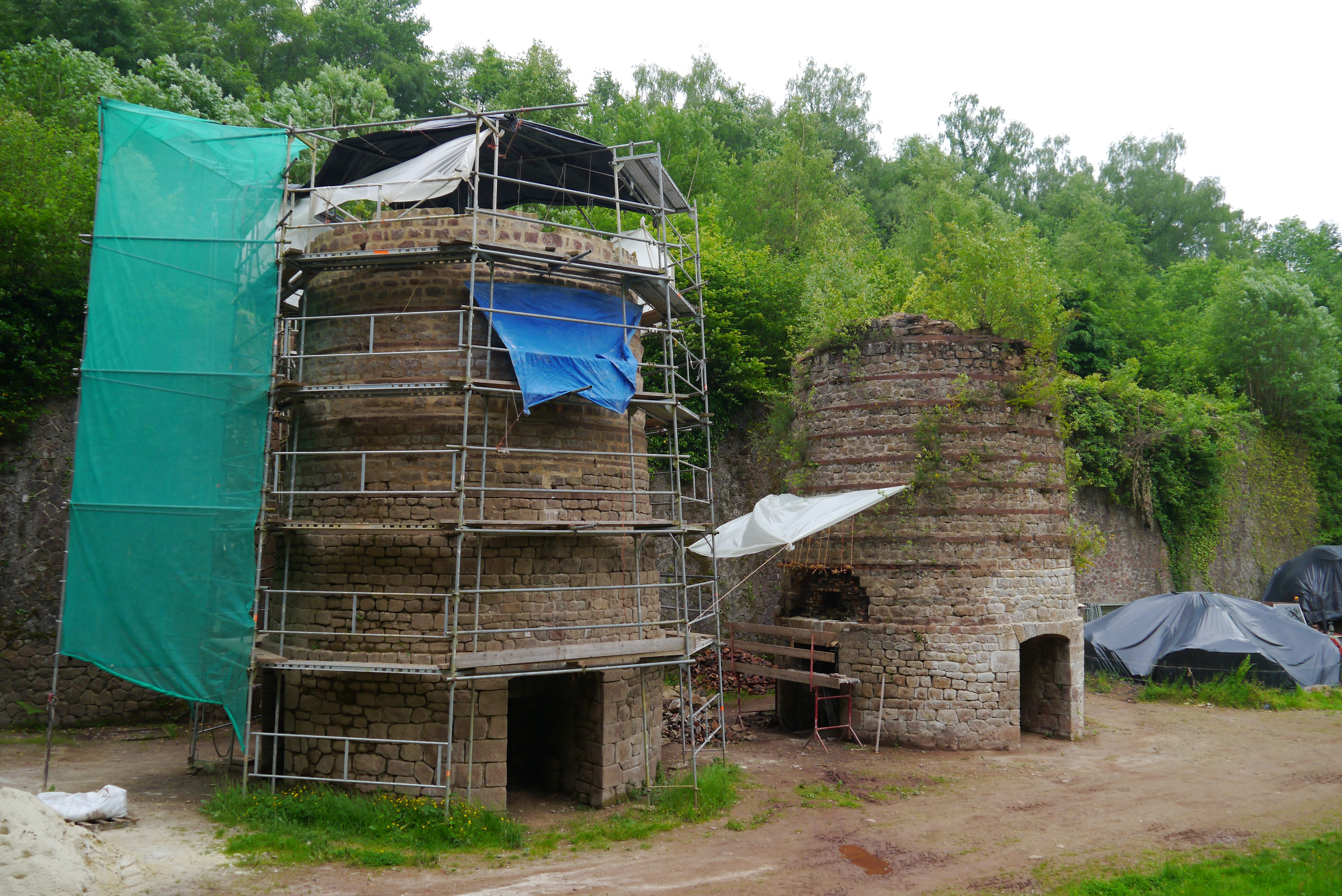
Fours de calcination de la Butte-Rouge à Dompierre.
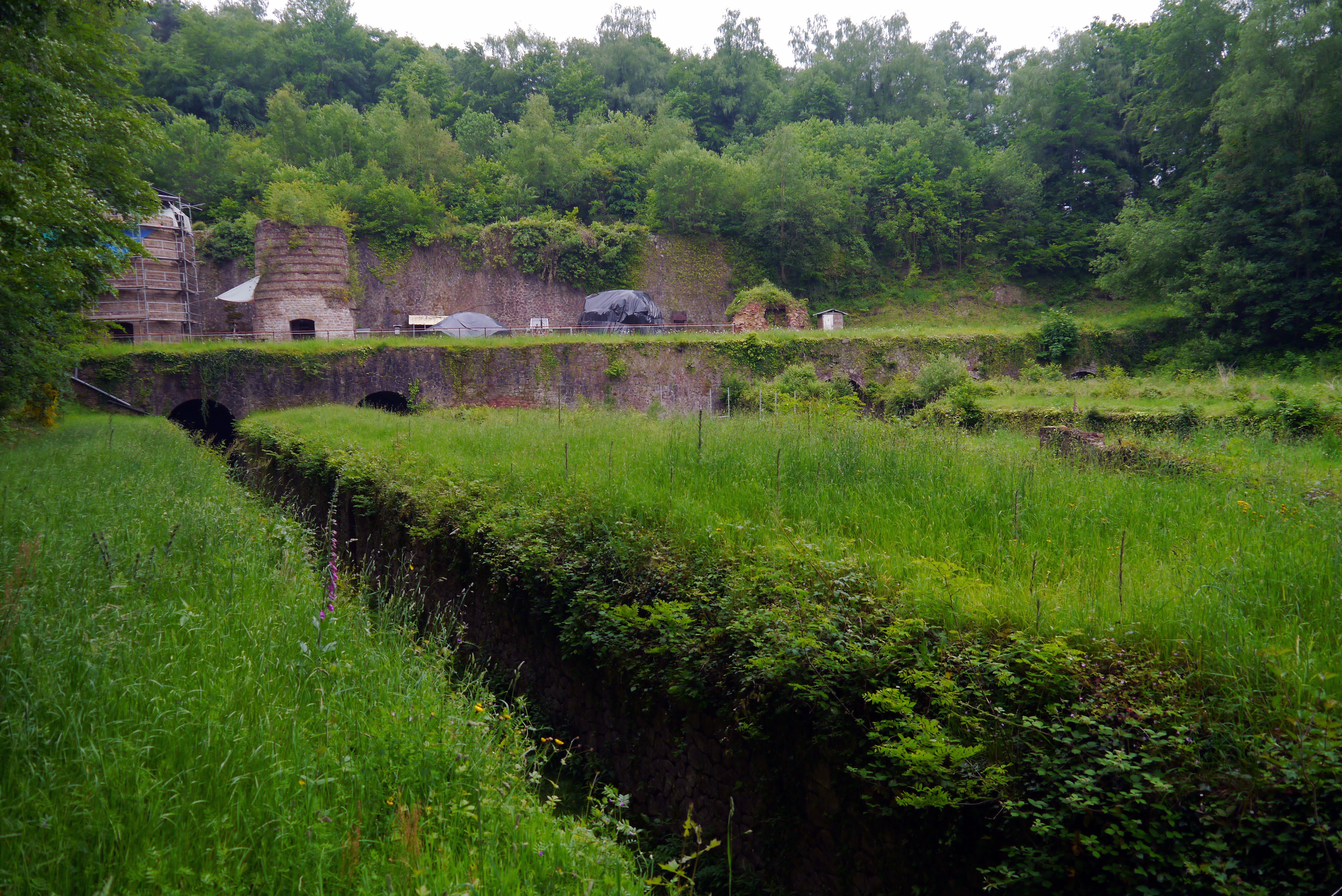
Fours de calcination de la Butte-Rouge à Dompierre.
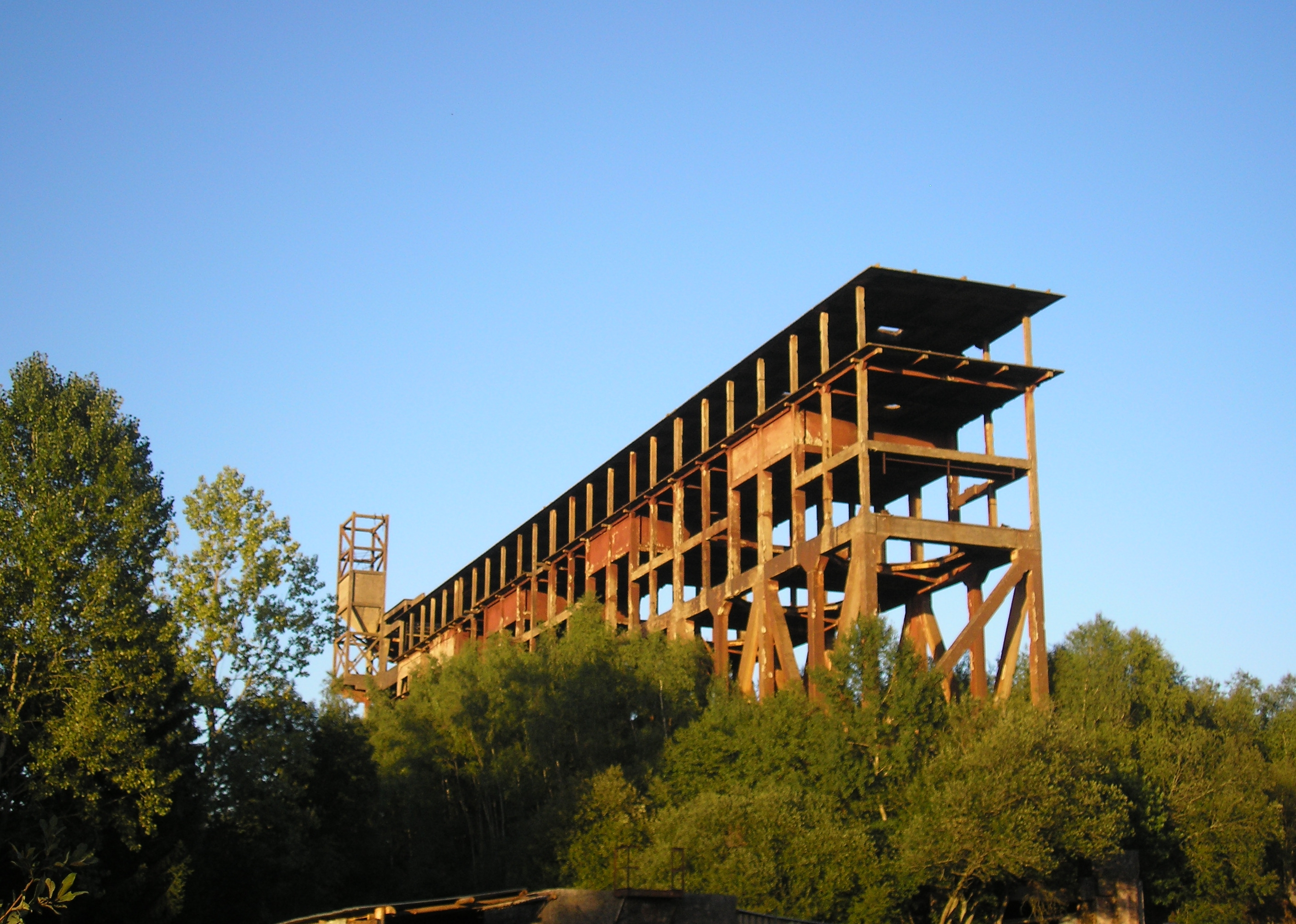
Ossature des fours de la Haie à la Ferrière-aux-Étangs.

## Le textile
Deux enquêtes de 1839-45 et 1861-65, montrent que dans l'Orne, une véritable révolution textile dans l'arrondissement de Domfront devient vite un monopole absolu. Le textile y occupe 3 749 ouvriers sur un total de 4 415 pour l'ensemble de l'industrie et, en 1861-45: 41 603 emplois sur 42 045. Le nombre de métiers passe de 566 à 27 895 et le nombre de broches de 24 670 à 95 179.
En 1857, le canton de Flers a 183 fabricants pour 4730 métiers, le canton d'Athis-de-l'Orne: 35 fabricants pour 3700 métiers, celui de Tinchebray: 43 fabricants pour 3250 métiers, Messei, 8 fabricants pour 1800 métiers, la Ferté-Macé: 58 fabricant pour 1600 métiers et le canton de Domfront: 600 métiers.

### Le tissage de La Ferté-Macé
Dès le XVIe siècle, les marchands de La Ferté-Macé vendent des toiles fabriquées localement ou par d'autres fabriques. Après un premier essor entre 1730 et 1790, avec le développement du tissage à la main et un repli pendant la Révolution française, l'activité reprend entre 1830 et 1860. En 1830, 128 fabricants font travailler entre 15 000 et 20 000 tisserands à domicile en complément de leur activité agricole. Ce tissage à main de toile et de coutil, la blanchisserie, la passementerie et le commerce de tissus sont les bases de l'industrie textile de la deuxième partie du XIXe siècle.
Le premier tissage mécanique est construit en 1862, puis quatre en 1864, trois en 1874 et le dernier, plus modeste en 1875. Ils emploient 1 588 personnes en 1883. Cette activité est accompagnée d'entreprises de blanchisserie, teinturerie, passementerie employant 250 ouvriers en 1880.
Dossiers dans la base Mérimée : La Ferté-Macé : usine de tissage dit de Beaudouet, usine de tissage (de mèches), 2 usines de tissages, rue Pierre Neveu, 2 usines de blanchiment, tissage, dit tissage du bas de maure, tissage, dit tissage de maure, rue de l'Oisivière, Antoigny : tissage, la vallée de la cour

### Les filatures d'Athis, Flers, Tinchebray

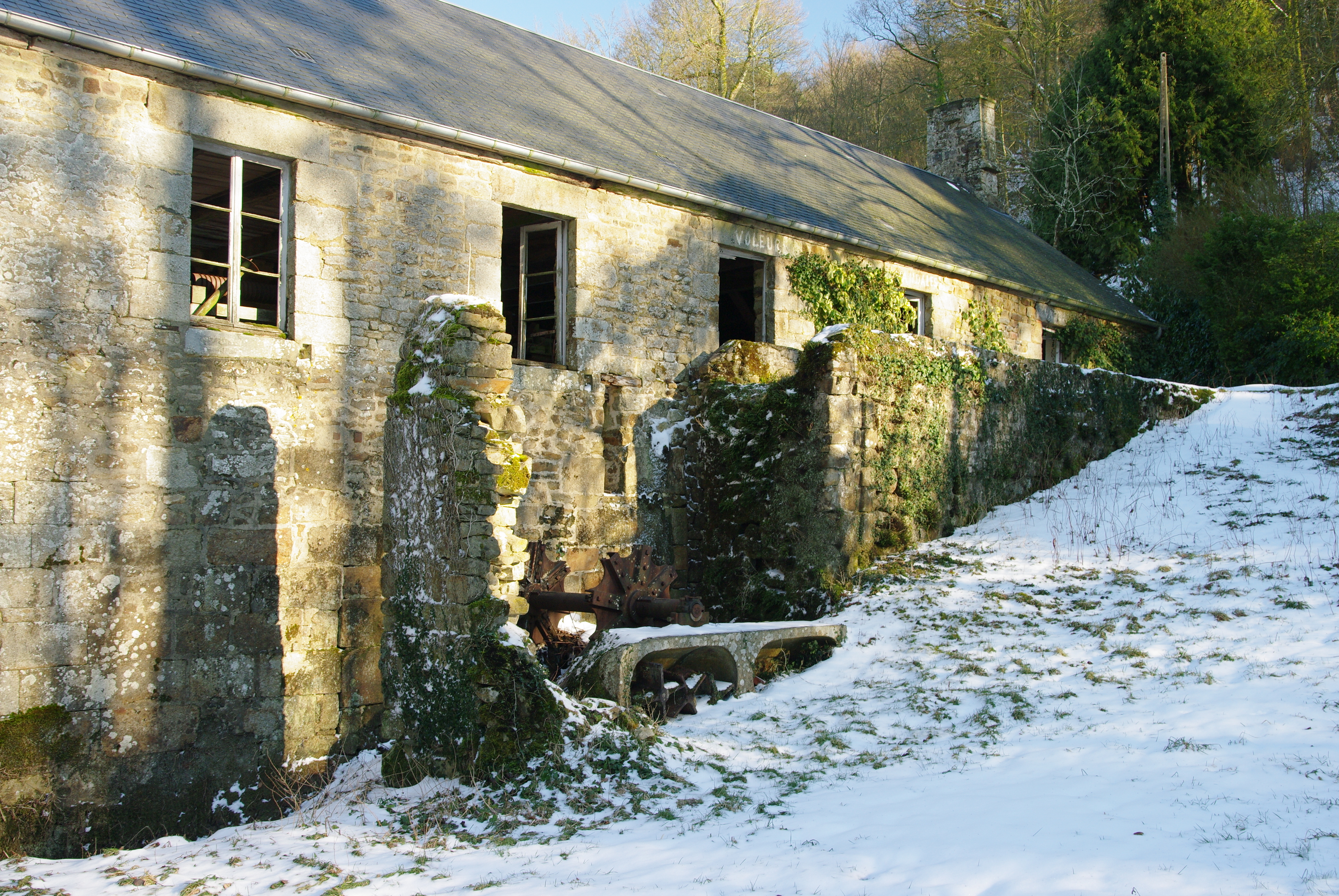
Filature de Rochefort à Tinchebray-Bocage (Tinchebray), inscrite au titre des Monuments historiques.

Les vallées du Noireau et de la Vère, avec Athis-de-l'Orne, Flers et Tinchebray concentre l'essentiel des filatures.
Dans le canton d'Athis-de-l'Orne, en 1778, les tisserands fabriquent des toiles à faire des nappes ou doubliers à Athis-de-l'Orne et Sainte-Honorine-la-Chardonne, en 1798 apparaissent les premières siamoises et en 1802 le calicot.
En 1810, on note le premier emploi de l'hydraulique à Condé-sur-Noireau dans le département du Calvados, à quelques kilomètres d'Athis-de-l'Orne. En 1823, le canton d'Athis-de-l'Orne a dans ses vallées, 13 des 20 établissement de l'arrondissement de Domfront. De 1846 à 1853: 22 filatures, 1136 ouvriers pour 65471 broches.
L'industrie du coutil est introduite à Flers dans la seconde moitié du XVIIIe siècle. En 1770, on fabrique uniquement des grosses serviettes et des coutils pour la literie. En 1800, on introduit le coutil à trois lames et en 1818, la fabrication de linge de table. En 1838, la fabrique de Flers se jette dans la fabrication des coutils fantaisie pour vêtements.
En 1840, Madame Appert rapporte de Paris le métier à la Jacquart. En 1841, une première machine à sécher marche à la vapeur et en 1855, cinq établissements de blanchisserie utilisent sept machines.
Les premiers tissages mécaniques sont construits entre 1860 et 1870, bientôt augmentés de teintureries et de blanchisseries. De 1898 à 1907 s'érigent les premières filatures, l'industrie de Flers rayonne sur toute la région en incorporant à ses firmes d'importants établissements des départements de la Mayenne et du Calvados. 
Dès 1860 s'annonce le la désindustrialisation des zones rurales au profit d'une concentration des tissages dans la ville de Flers. En 1869: 30 filatures dans les campagnes flérienne, 21 en 1880.
Dans le canton de Tinchebray, l'artisanat exploite la laine, le chanvre et le lin que l'on cultive encore au milieu du XIXe siècle. Aux toiles fabriquées à Montsecret s'ajoutent les droguets de Saint-Pierre-d'Entremont, les tiretaines de Tinchebray, Frênes, Saint-Pierre-d'Entremont, Montsecret qui sont vendues sur les foires de la région. Au début du XIXe siècle, Tinchebray possède seulement deux atelier de tissage et une filature à bras. En 1858, on dénombre dans le canton: 3250 métiers à domicile.
À partir de 1852, l'apparition du métier mécanique concentre la main-d'œuvre dans les usines de Flers. À Tinchebray, la filature de Rochefort est fondée en 1870 et cesse toute activité vers 1960-1965.
Dossiers dans la base Mérimée
Athis-de-l'Orne : filature du Buat, filature de la Martinique, filature de la Planche, filature de Planquivon, filature du Réservoir, tissage des Vaux-de-Vère, Cahan : filatures des Fourneaux, filature du Rocray, Caligny : filature du Pont, filature des Prés, Flers : tissage dit tissage de Maure, tissage des Peupliers, tissage rue de la IIe-Division-Britannique, tissage de la Halle, tissage rue de la chaussée, tissage de la Blanchardière, tissage du parc, tissage de la Planchette, Frênes : filature de la Rosée, Ménil-Hubert-sur-Orne : filature, Montilly-sur-Noireau : filature du Beau Manoir, filature des Fontaines, Saint-Georges-des-Groseillers : filature, tissage, Saint-Pierre-d'Entremont : filature, Saint-Pierre-du-Regard: filature du Baronnet, 2 filatures au Champ Ferment, Tinchebray : filature de Rochefort
|  |  |  |  |  |

## Les moulins

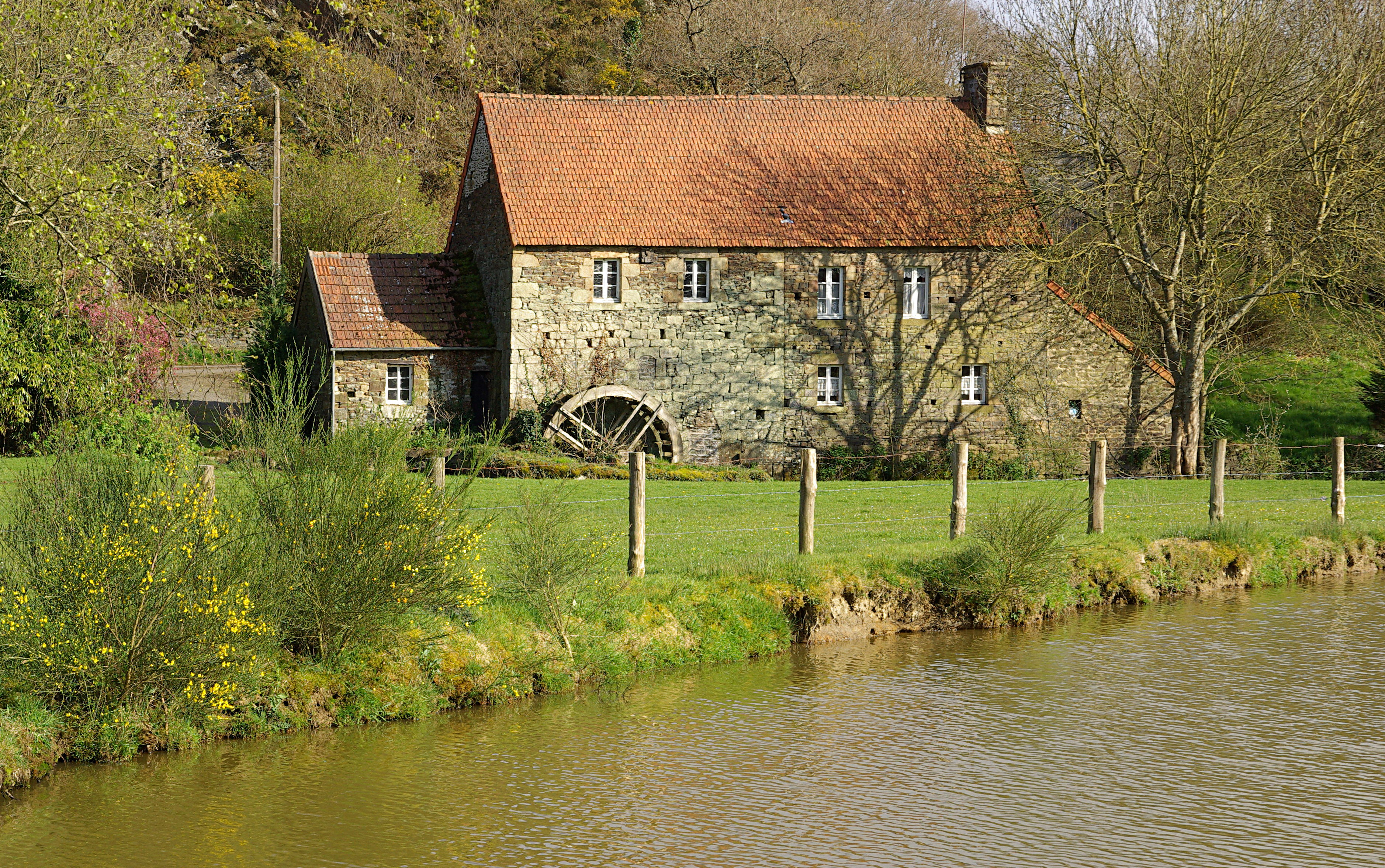
Moulin de Saint-Pierre-d'Entremont.

Dans l'enquête de 1809, il y avait sur les sept principales rivières et leurs affluents du département de l'Orne, 750 moulins, dont 587 moulins à grains (87 %), 46 moulins « tournants » des 16 forges, 12 moulins à foulon, 12 moulins à papier  et 11 moulins à tan, 148 moulins dans l'arrondissement d'Alençon, 218 dans celui d'Argentan, 227 dans celui de Mortagne-au-Perche et 157 dans celui de Domfront, 23 moulins à vent, un dans l'arrondissement de Domfront, 6 dans celui de Mortagne-au-Perche et 15 dans celui d'Alençon.
Ces moulins faisaient travailler dans les forges: 1349 employés en 1789 et 1195 en 1800, les moulins à farine: 651 en 1789 et 779 en 1800, les moulins à foulon: 38 en 1789 et 1800 et les moulins à papier: 73 en 1789 et 51 en 1800.
Dossiers dans la base Mérimée
L'Aigle: Moulin à foulon sur la Risle, Alençon, 2 moulins à farine sur la Sarthe, Argentan: moulin à farine sur l'Orne, Aube: 3 moulin à farine, un sur la Risle et 2 sur l'Aubette, Aunou-le-Faucon: moulin à farine sur l'Orne, Bazoches-sur-Hoëne: 2 moulins à farine sur l'Hoëne, Beaufai: moulin à farine sur la Risle, Bivilliers: moulin à farine sur la Commeauche, Boissy-Maugis: 2 moulins, un à papier et un à farine sur la Commeauche, Bretoncelles: 3 moulins à farine sur la Donnette, Bure: moulin à blé sur la Sarthe, Bursard: moulin à farine sur le Sou, Canapville: moulin à papier sur la Touques, Champsecret: moulin à blé sur Andainette, Chandai: moulin à farine sur l'Iton
Le Château-d'Almenêches: moulin à farine sur le Don, Le Chatellier: moulin à farine sur la Halouze, Condé-sur-Huisne: moulin à farine sur la Corbionne, Coulonges-sur-Sarthe: moulin à farine sur la Sarthe, Courcerault: moulin à farine sur l'Huine, Couterne: moulin à farine sur la Vée, Crulai: 2 moulins à farine sur l'Iton, Domfront: moulin à farine sur la Varenne, Dorceau: moulin à farine sur l'Huisne, Écouché: moulin à farine sur l'Orne, Feings: moulin à farine sur l'étang de la Vigne, La Ferté-Macé: moulin à farine sur le ruisseau de Fimbrune, Flers: moulin à farine sur la Vérette, Frênes (Tinchebray-Bocage): moulin à farine sur le Noireau, Goulet: moulin à farine sur l'Houay, Heloup: moulin à farine sur la Sarthe
Larchamp (Tinchebray-Bocage): 2 moulins à farine sur la Halouze, Livaie: moulin à blé sur le Sarthon, Longny-au-Perche: moulin à farine sur la Jambée, moulin à tan sur le Vaugelé, moulin à papier puis moulin à blé sur la Jambée, Macé: 2 moulins à farine sur l'Orne, La Madeleine-Bouvet: moulin à farine, Maison-Maugis: moulin  à farine sur la Commeauche, Mâle: moulin à farine sur l'Huisne, Malétable: 2 moulins à blé et à farine sur la Commeauche, Mantilly: 2 moulins à farine sur la Colmont et le ruisseau de Morette, Mauves-sur-Huisne: 2 moulins à farine sur le ruisseau de Chêne Gallon et sur l'Huisne, Médavy, moulin à farine sur l'Orne, La Mesnière: moulin à farine sur la Sarthe,[Moulins sur orne ]:4 moulins à  farine sur l’Houay.Nocé: 2 moulins à farine sur l'Erre
Nonant-le-Pin: moulin à farine sur la Dieuge, Orville: moulin à farine sur la Touques, Rai: 2 moulins, un à papier et un à farine sur la Risle, Saint-Agnan-sur-Sarthe: moulin à farine sur la Sarthe, Saint-Denis-sur-Sarthon: moulin à farine, Saint-Germain-du-Corbeis: moulin à farine sur la Sarthe, Saint-Hilaire-sur-Risle: 2 moulins sur la Risle, un à farine et un à papier, Saint-Loyer-des-Champs: moulin à farine sur l'Orne, Saint-Martin-l'Aiguillon: moulin à farine sur l'Udon, Saint-Maurice-sur-Huisne: moulin à papier, Saint-Michel-Tubœuf: moulin à farine sur l'Iton, Saint-Pierre-d'Entremont: moulin à farine sur la Diane, Saint-Victor-de-Réno: moulin à papier puis à blé sur la Commeanche, Sainte-Gauburge-Sainte-Colombe: moulin à farine puis à huile, moulin à farine sur le Vauferment, Sainte-Marguerite-de-Carrouges: moulin à farine sur l'Udon, Sainte-Scolasse-sur-Sarthe: moulin à farine sur la Sarthe, Ségrie-Fontaine: moulin à blé sur la Rouvre, Sevrai: moulin à farine sur l'Udon, Silly-en-Gouffern: moulin à tan sur son ruisseau, Ticheville: moulin à farine sur la Touques, Tinchebray (Tinchebray-Bocage): moulin à farine sur le Noireau, 2 moulins à papier sur la Durance, Vimoutiers: moulin à farine sur la Vie, Vitrai-sous-Laigle: moulin à foulon, moulin à blé sur l'Iton, Vrigny: moulin à farine sur le ruisseau des étangs.

## Moulins et usines à papier, imprimeries et imprimeurs

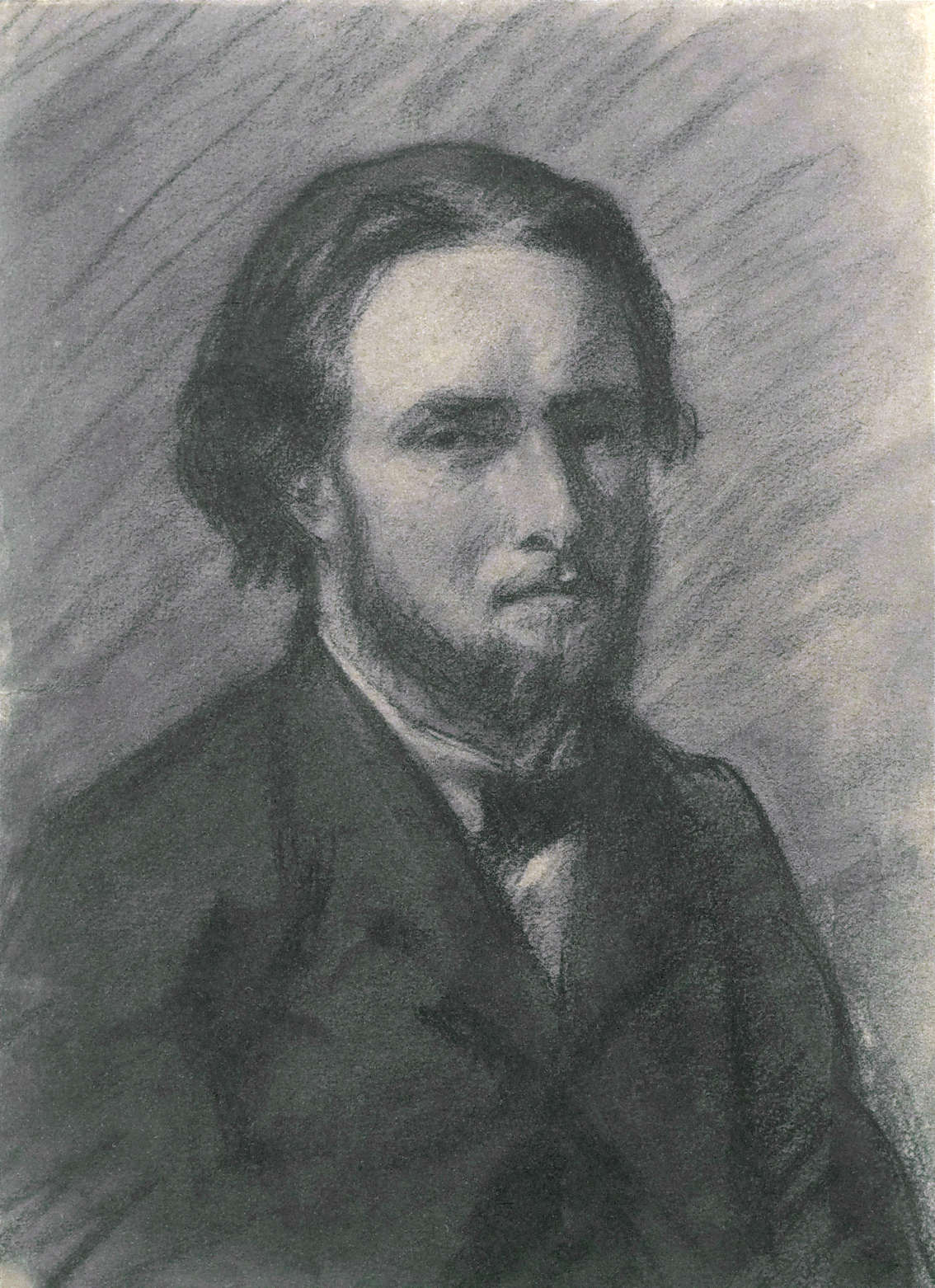
Auguste Poulet-Malassis.

En 1825, il reste vingt-cinq moulins à papier dans le département de l'Orne mais ils disparaissent dans la seconde moitié du XIXe siècle. Pourtant, au même moment, la production de papier trouve un nouvel essor avec en 1866, la construction de l'usine Abadie pour la fabrication de papier à cigarette. L'usine est sur trois communes : la production au Theil, la trituration et la préparation de la pâte à papier à Mâle et la production d'énergie à Avezé dans la Sarthe. 190 ouvriers en 1919, 128 en 1962, 18 en 1974, cessation d'activité en 1975. Une partie des ouvriers sont logés dans cinq cités et disposent d'une crèche.
Une dynastie d'imprimeurs, les Famille MalassisMalassis, venant de Rouen où un de leurs ancêtres Robert Malassis aurait vendu une bible en 1539, sont à Alençon en 1666 quand naît Jean-Pierre Malassis (1666-1733), imprimeur-libraire fils de Jean Malassis, imprimeur. Sous l'Empire, Jean Zacharie Malassis est franc-maçon et fonde la loge des « Émules » puis de la Société des « Amis réunis ». En 1855, Auguste Poulet-Malassis, obtient son brevet d'imprimeur et édite les Fleurs du mal de Baudelaire.
À Flers, en 1856, M. Foloppe rachète l'imprimerie Boillet et fonde le Journal de Flers, son imprimerie devient avec son fils une des plus importantes du département de l'Orne. Les imprimeries d'Alençon impriment L'Orne combattante, livres brochés, revues, journaux hebdomadaires, régionaux et nationaux.
Dossiers dans la base Mérimée (les moulins à papiers sont avec les autres moulins) : Alençon : imprimerie, rue Demées, imprimerie, rue de la Halle-aux-Toiles, Imprimerie alençonnaise, La Chapelle-Montligeon : imprimerie, Flers : imprimerie, rue Jules-Gévelot, Saint-Langis-les-Mortagne : cartonnerie, Le Teil : usine Abadie de papier à cigarette.

## Les verreries, faïenceries, tuileries, briqueteries, fours à chaux
En 1852, dans le département de l'Orne, sont en activité: 6 verreries, 2 faïenceries, 75 fabriques de chaux naturelle, 104 fabriques de tuiles, briques et tuyaux de drainage, 21 poteries de terre.
La plus ancienne verrerie recensée dans l'Orne est l'usine de flaconnage ou verrerie du Gast à Tanville attestée en 1532. Dans une requête de 1700, il existait une deuxième verrerie dans cette paroisse.
En 1834, dans le département de l'Orne : verreries de Belle-Vue à Tourouvre, de la Cochère dite de Nonant à Nonant et la verrerie du Gast à Tanville dans la forêt d'Écouves. 56 ouvriers y sont occupés à l'intérieur et 23 à l'extérieur. Production: 300 000 carafes, 375 000 petites bouteilles, 375 000 verres communs, plus de 155 000 verres ordinaires, plus de 7000 gobelets à bords bleus, plus de 180 000 verres à quinquets, plus de 20 000 lampions de verre et plus de 2000 vases de fantaisie. Ces verreries sont vendues directement ou à la commission et par cent pièces dans les départements voisins.
En 1857, la verrerie du Gast a pris un développement notable depuis 10 ans et emploie 150 à 160 ouvriers.
Il a existé dans l'Orne 17 verreries: du Bois-Mollet, de Nonant, du Gast, du Tertre-Baudet, la petite verrerie de la Ferrière-aux-Étangs, de Saires, du Froust, de Belle-Vue, de la Lande-de-Goult, de Ferrière, de la Ferté-Fresnel, de Neuilly-sur-Evre, de Bellay, de la Cellerie, de Saint-Évroult, des Gâtées et d'Alençon.
En 1750, le propriétaire de la forge de Saint-Denis-sur-Sarthon construit une faïencerie, les terres sont extraites de la Ferrière-Bochard et Pacé. Elle produit des plats, brocs, pots, assiettes et des statuettes. Des fours à chaux sont présents au Rotours dès le XVIIIe siècle et en 1700 on trouve une tuilerie dans les biens de l'abbaye de Saint-Évroult.
Dossiers dans la base Mérimée : L'Aigle: tuilerie-briqueterie du Feugeret, Argentan: briqueterie Saint-Martin, Bazoches-au-Houlme: usine de chaux, Champsecret: briqueterie, La Coulonche: tuilerie, Écouché: usine de chaux, usine de chaux dite société des produits chimiques d'Écouché, L'Hôme-Chamondot: usine de flaconnage, briqueterie, Mâle: tuilerie, Moutiers-au-Perche: tuilerie, Origny-le-Roux: briqueterie, Rémalard: tuilerie, Les Rotours: four à chaux, four à chaux des Rotouraux, Saint-Denis-sur-Sarthon: faïencerie, Saint-Évroult-Notre-Dame-du-Bois: usine de flaconnage, Saint-Jouin-de-Blavou: tuilerie, Saint-Nicolas-des-Laitiers: briqueterie.

## Fromageries, cidreries, distilleries, chocolaterie, biscuiterie

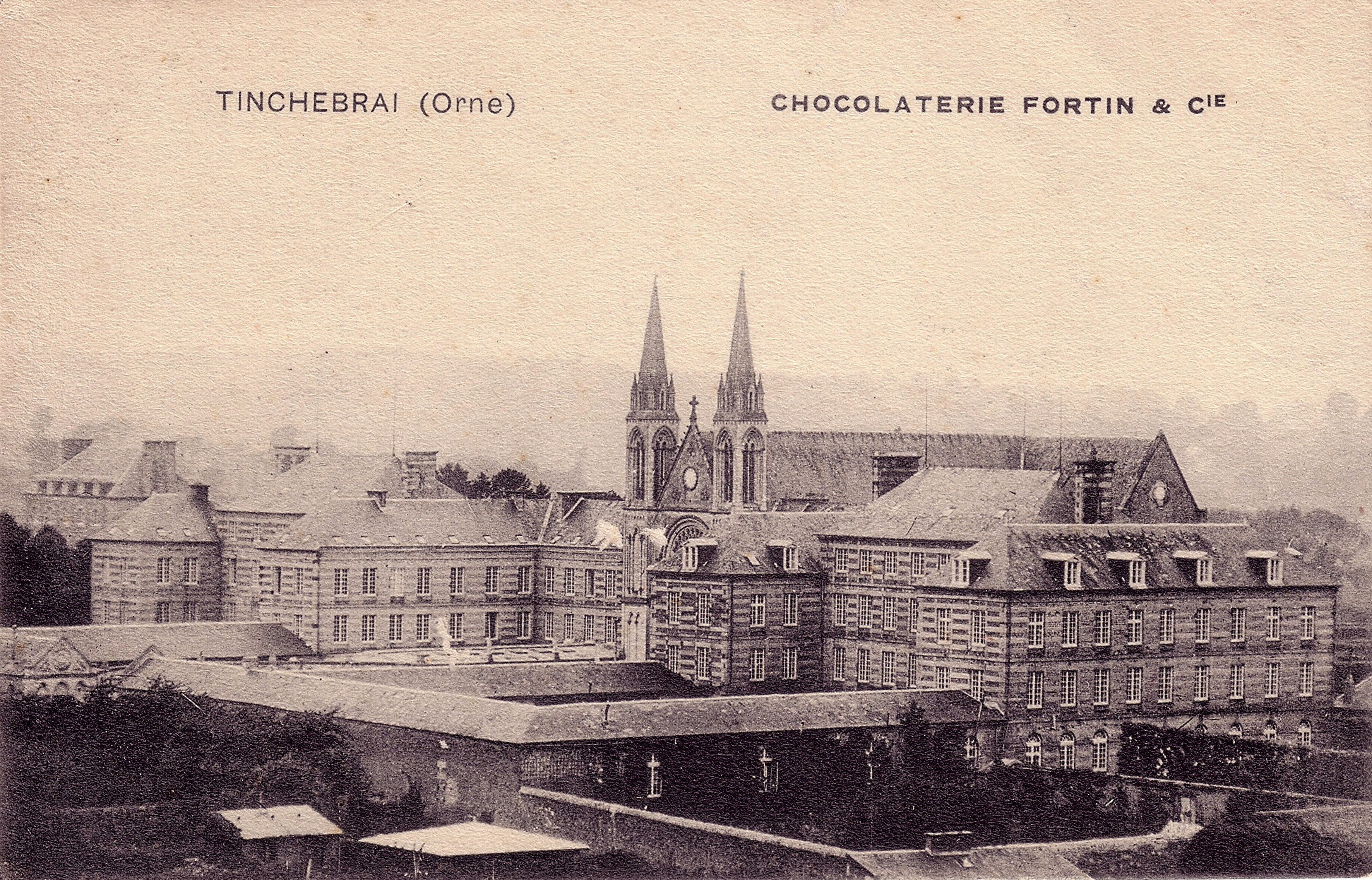
Chocolaterie de l'Abbaye à Tinchebray (Tinchebray-Bocage).

Le camembert de Normandie, le cidre du Pays d'Auge, le calvados et le poiré domfrontais, le pommeau de Normandie sont aujourd'hui des appellations d'origines protégées et contrôlées.
Inventés vers 1790, les premiers camemberts de production artisanale sont vendus sur les marchés de Vimoutiers, Argentan, Lisieux et Saint-Pierre-sur-Dives, puis Caen, Évreux, Rouen, Le Havre et Paris. Le développement du chemin de fer, ouverture des liaisons : Le Mans-Alençon en 1857, Argentan-Mézidon en 1859, Paris-Granville en 1870, fait glisser la production fermière vers la production industrielle. Le rôle des Halles de Paris dans la diffusion des fromages est immense. En 1890, invention de la boite. Autres productions : lait, concentré et en poudre, beurre, crème.
La production des pommes à cidre était une des activités agricoles essentielles dans la région. Pour utiliser leurs excédents et les cidres trop « durs », les paysans les distillaient en eau-de-vie. La demande de « goutte » s'est fortement développée au XIXe siècle avec l'alcoolisation de la France. La production pour l'usage personnel n'est pas taxée, mais sa vente légale quintuple son prix entrainant un trafic important. En 1900, seule 20 % de la production de « goutte » est déclarée. En 1903 et 1916, des lois tentent de mettre fin aux privilèges des bouilleurs de cru, mais leur pouvoir politique est immense. En 1930, ils sont 46 000 dans l'Orne et en 1935, une révolte éclate rassemblant des foules considérables. En 1869 : distillation de la Poignère et du Radon près d'Alençon et du Mesnil-Érreux près du Mesle-sur-Sarthe. Distillation d'alcool de pépins.
La chocolaterie de Tinchebray (Tinchebray-Bocage) est créée par Pierre Fortin dans un ancien collège. Pour faire connaître sa chocolaterie, il lance un grand concours de marques dans tous les journaux de l'Ouest et le développement est rapide. Avant 1914, il emploie  quinze ouvriers et trente-cinq ouvrières car la main-d'œuvre est et restera essentiellement féminine.
La biscuiterie de l'Abbaye de Lonlay-l'Abbaye est un atelier de production artisanale de biscuits créé en 1964 et transformé en usine en 1972 pour la production de sablés enrobés de chocolat et de biscuits diététiques principalement exportés au Japon.
Dossiers dans la base Mérimée : Anceins : usine de cidrerie-distillerie, Berjou : fromagerie industrielle, Le Bourg-Saint-Léonard : laiterie industrielle, fromagerie industrielle dite laiterie fromagerie Lavalou, Chambois : fromageries industrielles, Champsecret: fromagerie industrielle, La Chapelle-d'Andaine : laiterie industrielle du Pont Morin, laiterie industrielle de la Gare, Condé-sur-Sarthe : fromagerie industrielles, Courménil : fromagerie industrielle, Échauffour : fromagerie et laiterie industrielle de la Farcière, laiterie industrielle du Gué Fouché, Écouché : cidrerie-distillerie Pépin, Gacé : distillerie-cidrerie, laiterie industrielles, distillerie-cidrerie des Rançonnières, Lonlay-l'Abbaye : biscuiterie de l'Abbaye, Mantilly : cidrerie-distillerie, laiterie des Landes, cidrerie-distillerie de la Vectière, Montreuil-au-Houlme : cidrerie, Montreuil-la-Cambe : fromagerie industrielle, Le Pin-la-Garenne : cidrerie-distillerie, Rémalard : fromagerie industrielle des Parcs Creviers, fromagerie industrielle de la Vignette, La Rouge : cidrerie-distillerie, Saint-Bômer-les-Forges : fromagerie et laiterie industrielles, Saint-Evroult-Notre-Dame-du-Bois : fromagerie industrielle, Saint-Maurice-sur-Huisne : laiterie industrielle, Serans , fromagerie industrielle, Tanville : laiterie industrielle, Le Theil : cidrerie-distillerie, Tinchebray (Tinchebray-Bocage) : chocolaterie de l'Abbaye, Vimoutiers : cidrerie-distillerie dite cidrerie distillerie Anée.

## Les nouvelles industries duXXesiècle

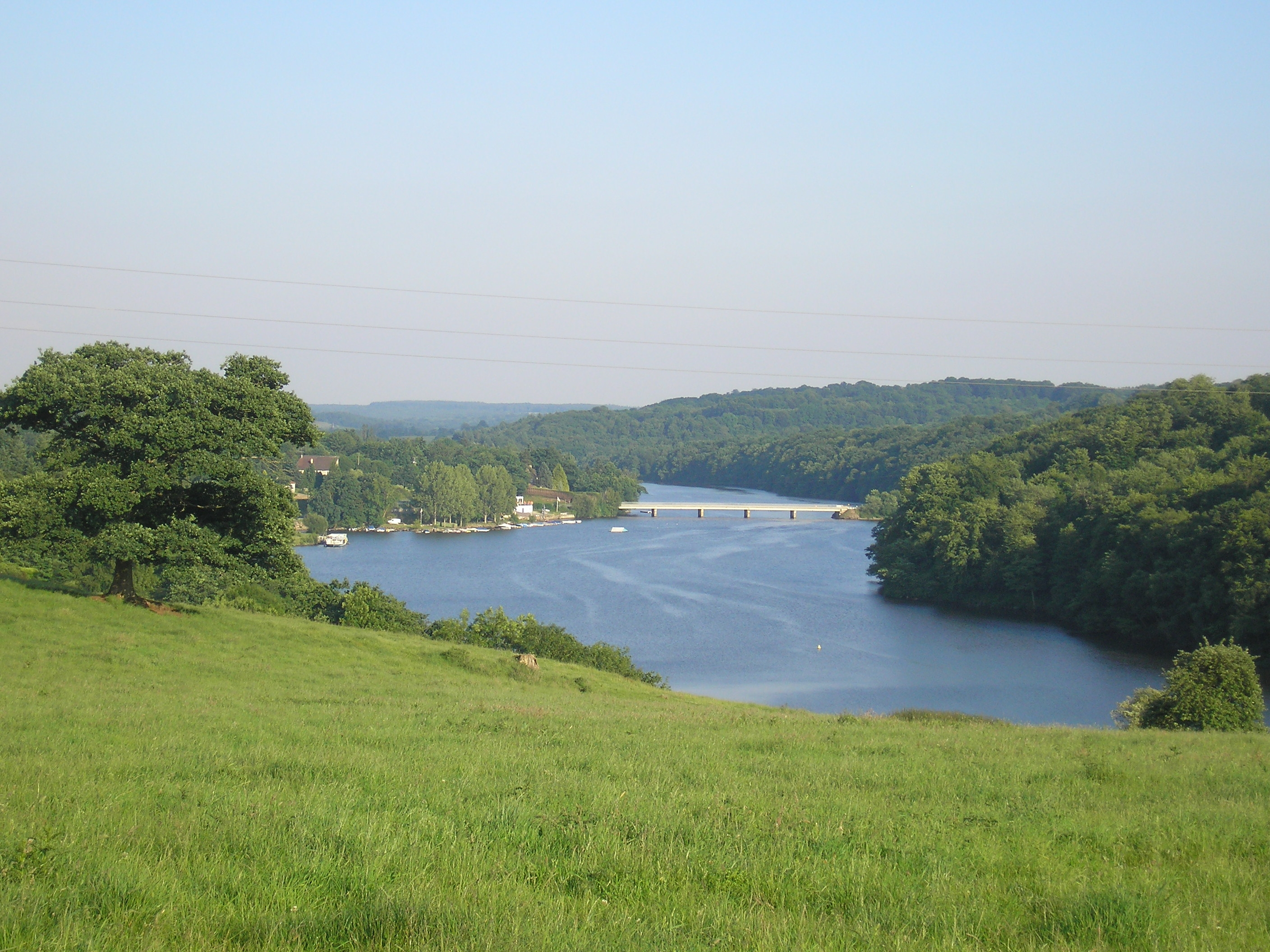
Impact de l'industrie sur le paysage : la retenue d'eau de la centrale hydroélectrique de Rabodanges.

L'exploitation des forêts de l'Orne se développe avec l'arrivée de la machine à vapeur, de l'électricité et l'amélioration des conditions de transport. Deux scieries fondées en 1867 et 1874 à Saint-Martin-du-Vieux-Bellême et Alençon installent des machines à vapeur en 1883 et 1919. Avec les usines fondées en 1900, 1904, 1943, 1945, 1946 et 1970, elles produisent du bois de construction, de menuiserie, d'ébénisterie, du parquet, des semelles pour galoches au début du siècle, des palettes, des baraquements, des caravanes et des maisons à ossature bois, les Maisons France Confort. 
Dans les dernières années du XIXe siècle, la Compagnie des chemins de fer de l'Ouest utilise le grès, le gravier et le sable des carrières de Chailloué pour faire du macadam et du ballast. Les chemins de fer de l'État construisent une usine d'injection de traverses à la gare de Sourdon en 1898 et la SNCF en 1929 à Alençon. 
En 1890, dans les zones du textile en déclin, la première usine d'ouvrages en amiante est construite à Sainte-Honorine-la-Chardonne, et, en 1904, une ancienne filature de Caligny est transformée pour tisser des tresses d'amiante. En 1938, une autre filature de Saint-Pierre-du-Regard file l'amiante et est renforcée en 1949 par une deuxième usine pour des produits finis en amiante. En 1928, une filature de Cahan imprègne les tissus d'amiante fabriqués dans l'usine de Sainte-Honorine-la-Chardonne. Toutes ses usines sont achetées  par Ferodo.
Pour répondre aux besoins en énergie électrique, des centrales sont construites à Aube en 1914 et Rabodanges en 1956.  
À La Ferté-Macé, la fabrication de chaussures remplace certains emplois du textile avec deux usines créées en 1898 et 1923. Une usines de bottes et articles recouverts en caoutchouc prend la place d'une filature à Cahan en 1927. 
À Flers, toujours dans la zone textile, une usine de caoutchouc est construite en 1906, des usines de confection en 1924, 1930, 1948 et dans sa périphérie, en 1932  à Saint-Georges-des-Groseillers, une autre usine de fabrication de vêtements de travail.
En 1936, pour répondre aux nouveaux besoins de l'automobile, du métropolitain, de l'aéronautique et de l'énergie atomique, le groupe Luchaire s'installe à Messei avec une usine de transformation des métaux, 2 000 emplois en 1972. À Rai, la tréfilerie de Boithorel tréfile du fer en 1646, du laiton en 1820, du duralumin et du cuivre en 1948 pour Tréfimétaux. Depuis 1922, une usine fait du matriçage de métaux pour l'usine de Boisthorel. En 1952, à Saint-Georges-des-Groseillers, l'usine de construction mécanique Cousin étudie et fabrique des prototypes et des machines spéciales pour l'aviation, l'automobile et l'électroménager, 700 emplois en 1972. En 1960, à La Haute-Chapelle, l'usine Lurem produit des équipements industriels et des machines à bois. En 1956, l'usine MIC produit des appareils de levage à Argentan.
Moulinex: en 1937, Jean Mantelet invente le moulin à légumes, s'installe à Alençon, puis en 1958 à Argentan pour produire de l'électroménager.
Philips produit du matériel radio-électrique et radio-acoustique à Athis-de-l'Orne dès 1940.
Heller : en 1962, à Trun, production de maquettes, jeux et articles de puériculture. 
Disques DECCA-RCA, à Tourouvre, depuis 1948, usine de matériel électro-acoustique, 30 millions de disques en 1975, soit la seconde place du marché français
Dossiers dans la base Mérimée : Alençon : usine de matériel électroménager Moulinex, Argentan : usine de matériel électroménager Moulinex, usine d'appareils de levage et de manutention MIC, scierie Prout, Maisons France Confort, Athis-de-l'Orne : deux usines de matériel radioélectrique, Philips, Aube : centrale électrique, Cahan : usine de chaussures, usine d'articles en amiante, Caligny : usine d'articles en amiante, Chailloué : usine d'extraction, Champsecret : scierie, Le Château-d'Almenêches : usine liée au travail du bois, Échauffour : scierie, La Ferté-Macé : deux usines de chaussures, Flers : usine d'articles en caoutchouc, trois usines de confection, usine de matériel électroménager et électroacoustique Philips, La Haute-Chapelle : usine de matériel d'équipement industriel Lurem, Messei : usine de transformation des métaux Luchère, Nocé : scierie, Orgères : scierie, Rabodanges : centrale hydroélectrique, Rai : usine de petite métallurgie Eurofac, usine de transformation  des métaux Tréfimétaux, Saint-Agnan-sur-Sarthe : scierie, Saint-Evroult-Notre-Dame-du-Bois : scierie, Saint-Georges-des-Groseillers : usine de construction mécanique Cousin, usine de confection, Saint-Germain-de-Clairefeuille : scierie, Saint-Martin-du-Vieux-Bellême : scierie, Saint-Pierre-du-Regard : deux usines d'ouvrage en amiante, Sées : usine de confection, usine d'appareils de levage et de manutention, Silly-en-Gouffern : scierie, Tourouvre : usine de matériel électroacoustique, Trun : usine de chaussures, usine de jouets.

## Lieux et monuments

### Monuments historiques classés
- Forge d'Aube à Aube
- Forges de Varennes à Champsecret
- Forge du Champ-de-la-Pierre au Champ-de-la-Pierre

### Monuments historiques inscrits

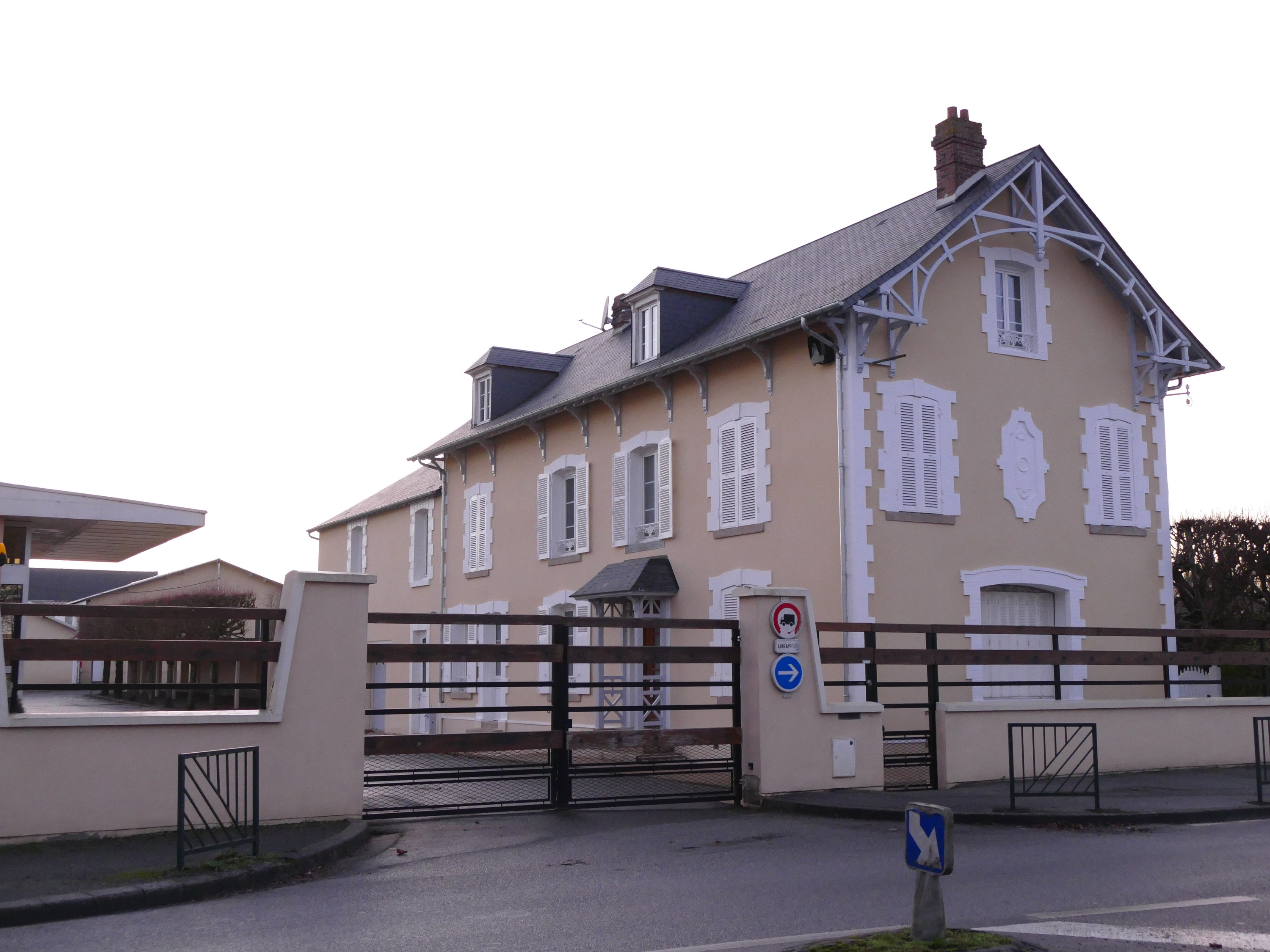
Scierie Prout à Alençon, inscrite au titre des Monuments historiques.

- Filature de Rochefort à Tinchebray-Bocage
- Manufacture Bohin à Saint-Sulpice-sur-Risle
- Grosse forge de Saint-Denis-sur-Sarthon
- Filature de la Martinique à Athis-de-l'Orne
- Minoterie de Couterne à Couterne
- Tuilerie de la Maison-Neuve à Sévigny
- Usine d'aiguilles de Mérouvel à L'Aigle
- Briqueterie des Chauffetières à L'Hôme-Chamondot
- Tuilerie de Voré à Rémalard
- Scierie Prout à Alençon

### Édifices labellisésPatrimoine duXXesiècle
- Minoterie de Couterne

### Lieux remarquables

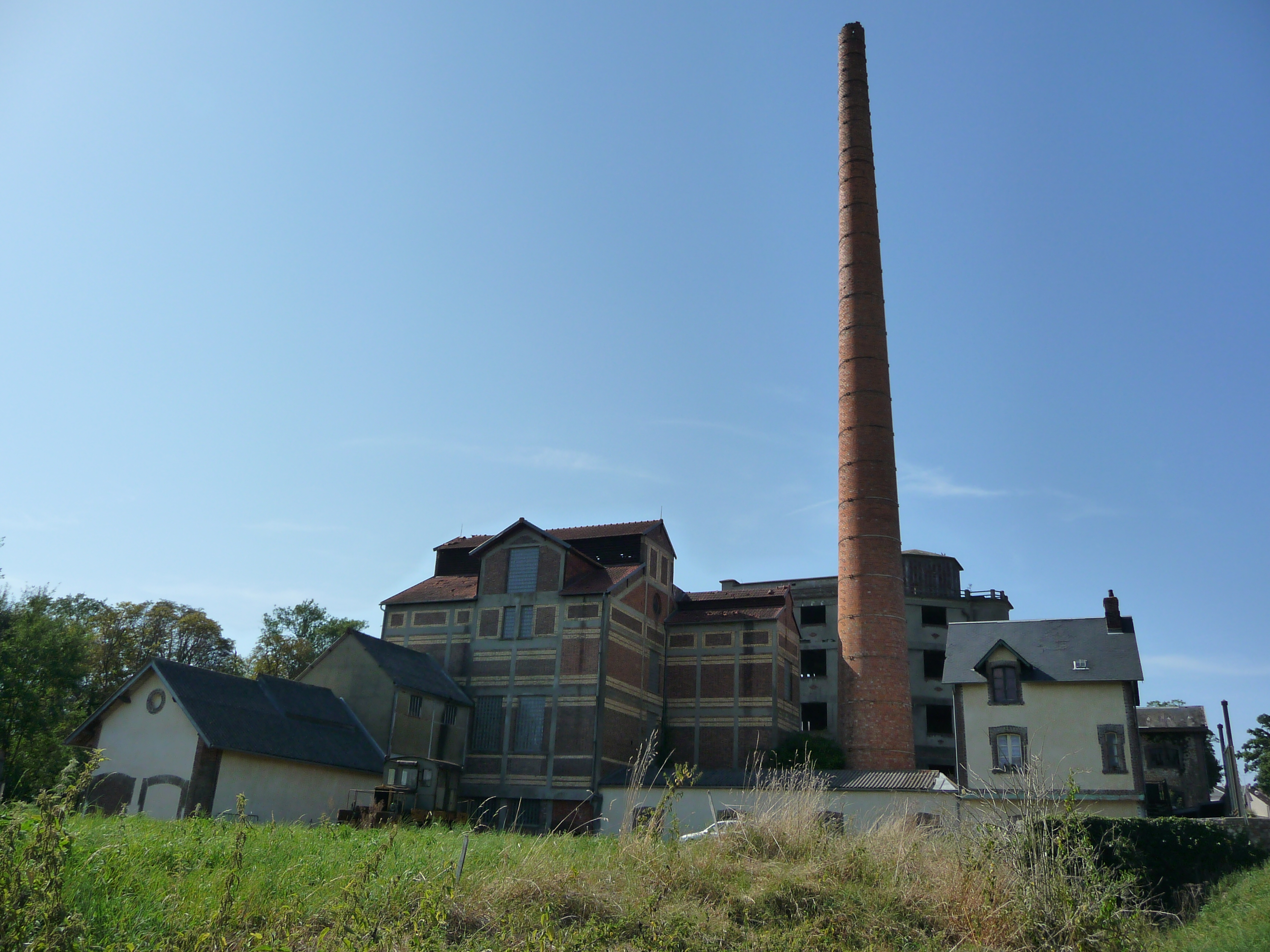
Usine Abadie de papier à cigarette au Theil.

- Usine Abadie, usine de papier à cigarettes au Theil
- Société des fonderies et ateliers de Randonnai à Randonnai
- Moulin de Tercey à Saint-Loyer-des-Champs
- Moulin de Buré
- Moulin de Couterne
- Moulin à papier de Mâle

## Musées-visites
- Musée du clou à Saint-Cornier-des-Landes (dans une ancienne forge de clou).
- Musée du sabot à Saint-Cornier-des-Landes.
- Grosse forge d'Aube à Aube.
- Forges de Varennes à Champsecret: Depuis  2003, l'association Le Savoir et le Fer (chargée de promouvoir le patrimoine minier) organise des visites de la forge de Varenne et du site minier de La Ferrière-aux-Étangs. Maison du fer à Dompierre.
- Musée de la manufacture Bohin à Saint-Sulpice-sur-Risle.
- Musée vivant de l'énergie à Chandai.
- Circuit du Fer à Dompierre et La Ferrière-aux-Étangs.

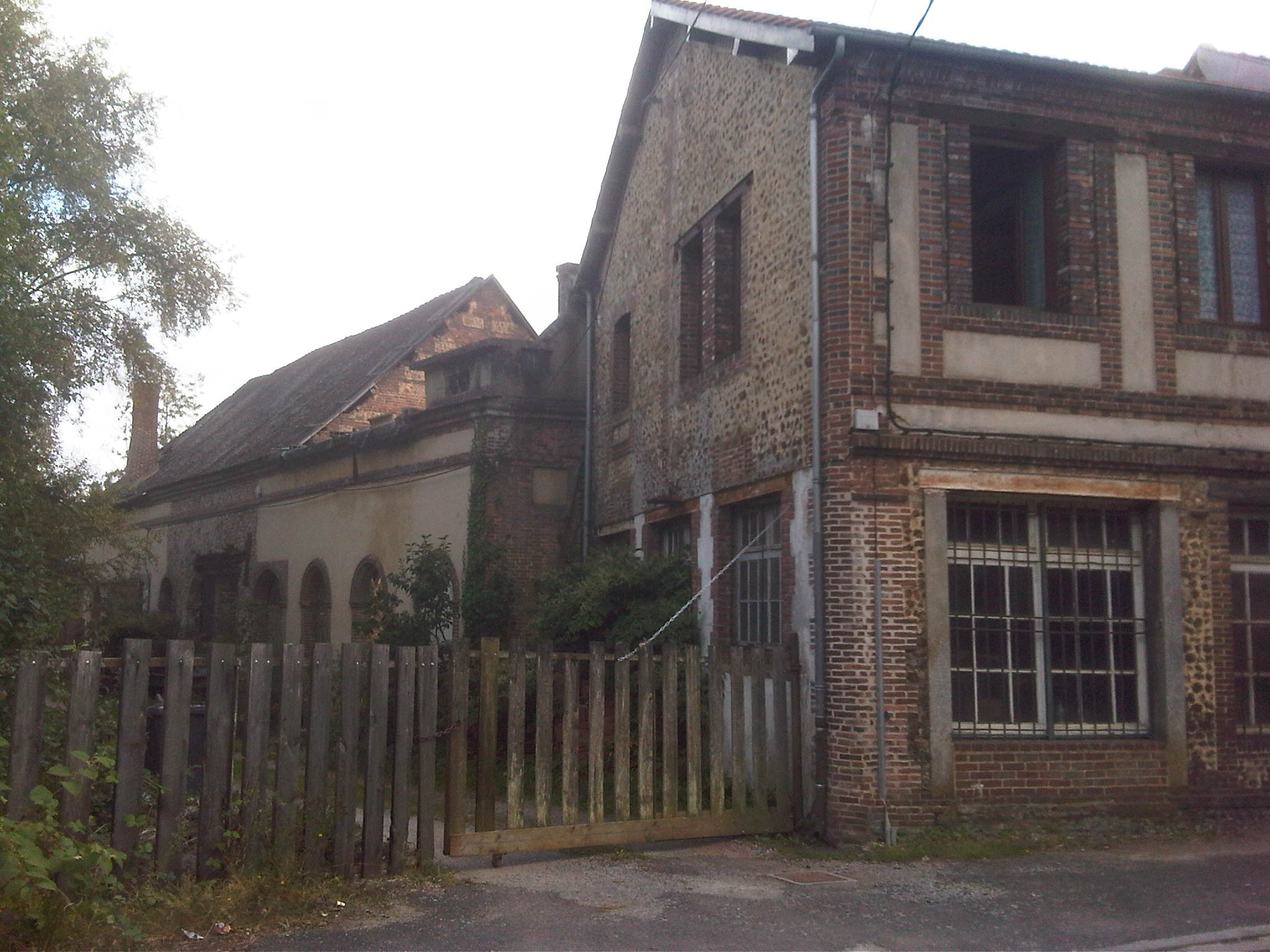
Usine d'aiguilles de Mérouvel à L'Aigle, inscrite au titre des Monuments historiques.
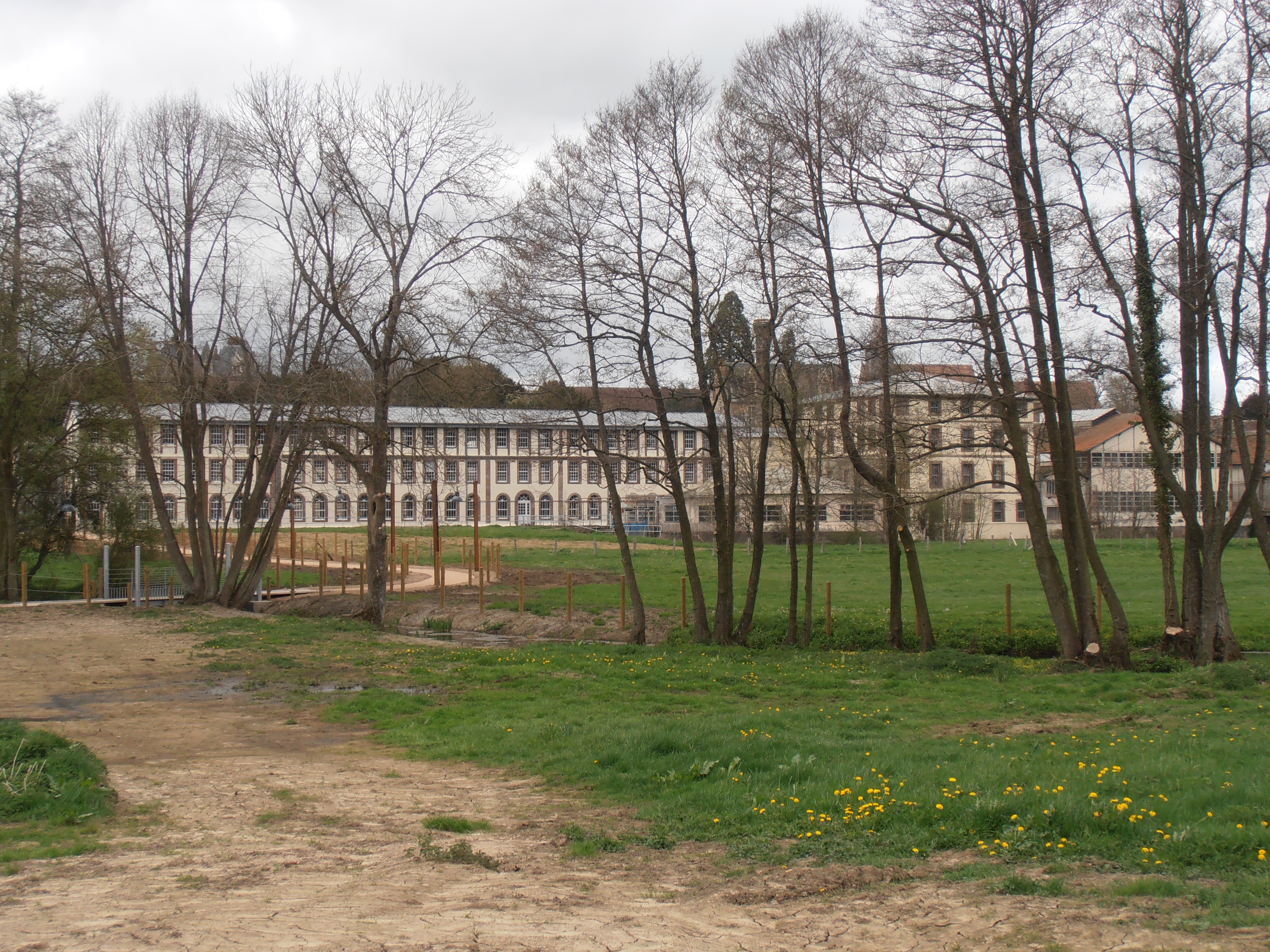
Vue générale de la manufacture Bohin à Saint-Sulpice-sur-Risle.
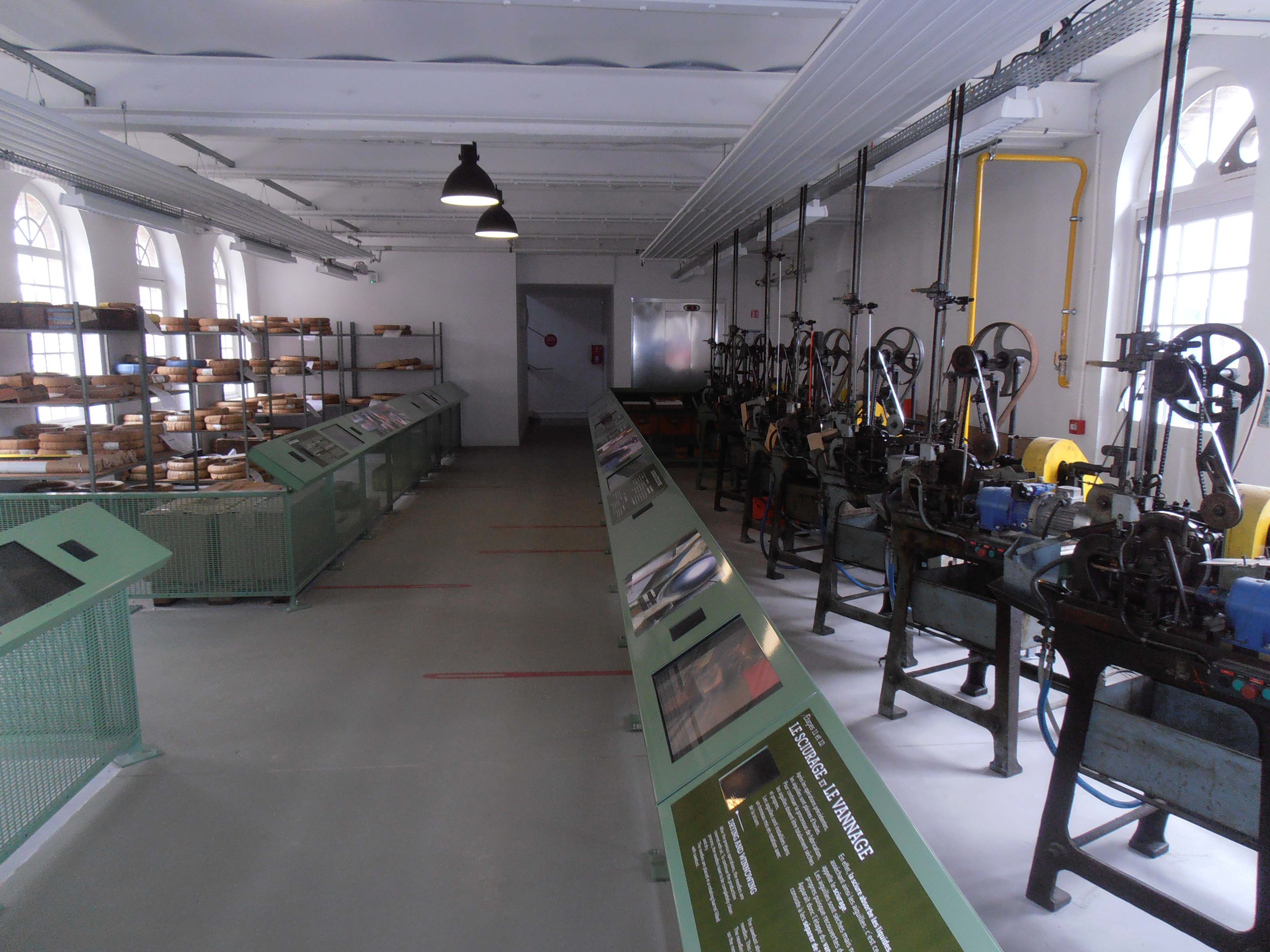
Musée de la Manufacture Bohin.
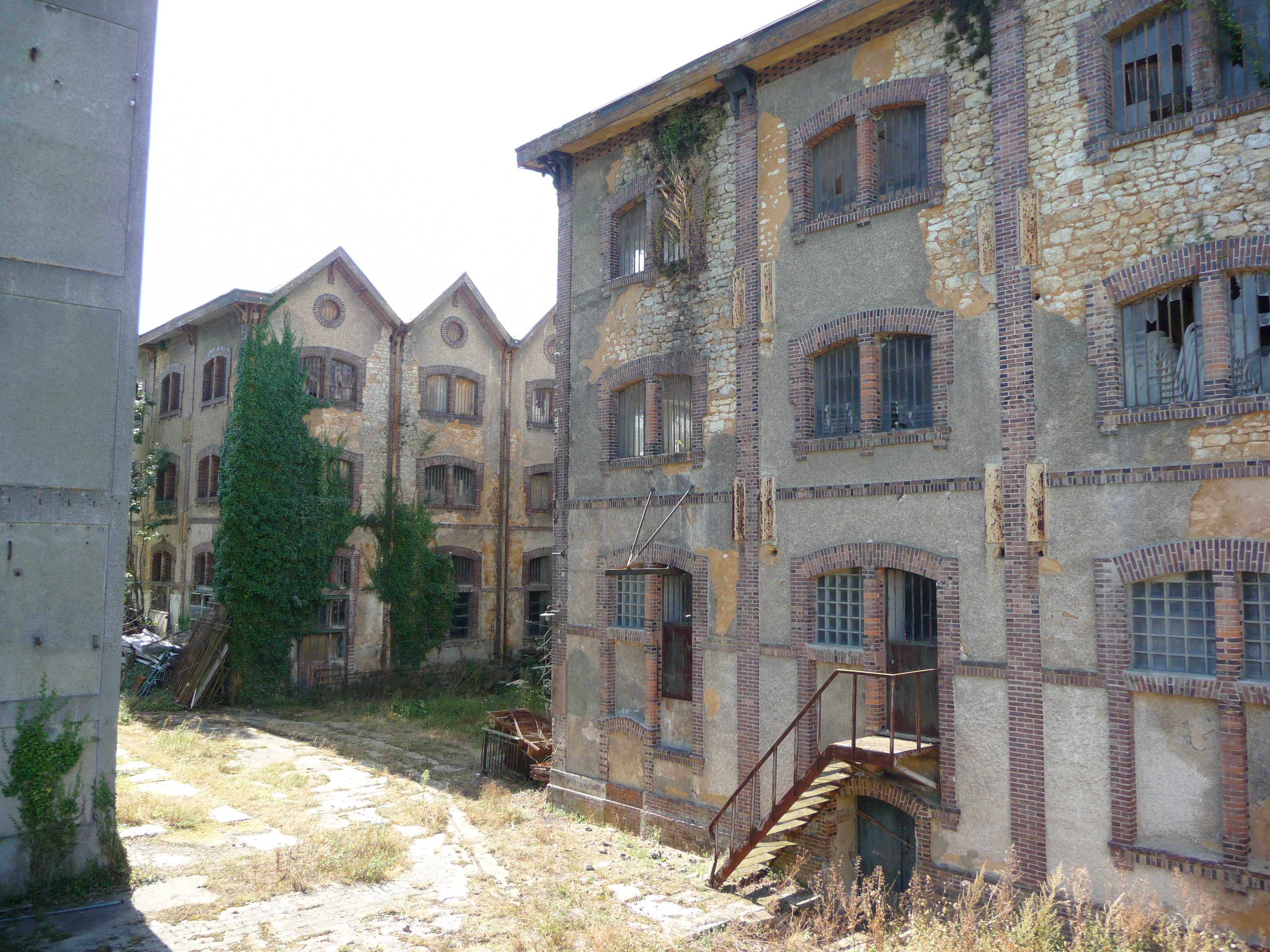
Usine Abadie au Teil.